# Swiss Team Salamin
Le Swiss Team Salamin est une équipe suisse de course automobile dont la carrière se confond avec celle du pilote automobile et architecte Antoine Salamin, de 1973 à nos jours.
Ayant déjà participé à plusieurs reprises aux 24 heures du Mans, en 1977, 1978, 1979, ainsi qu’à diverses épreuves du championnat du monde d’endurance, en 1978 et 1979, titré champion suisse en 1985,, Antoine Salamin mit sur pied une structure indépendante et semi-professionnelle, qui engagea des Porsche 962 de 1987 à 1991, en championnat du monde d’endurance des sport prototypes, en Intersérie et en Super Cup.
Basée à Chalais et à Noës, cette équipe débute officiellement en fin de saison 1987, avec l’achat d’une Porsche 962C,.

## Historique

### 1987: Les débuts d'une structure privée

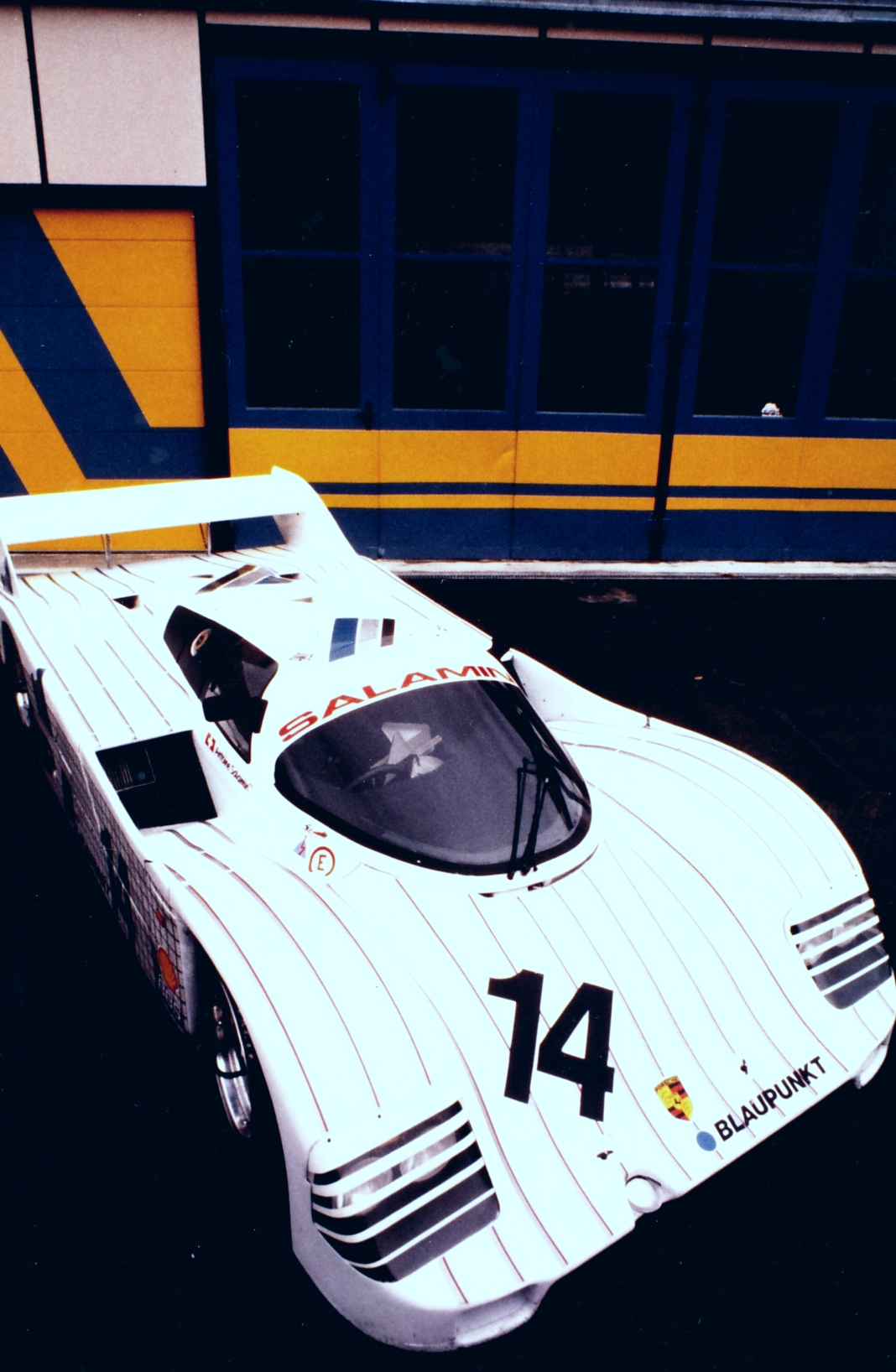
Présentation de la Porsche 962C du Swiss Team Salamin devant son atelier en 1987

La création du Swiss Team Salamin est liée à une décision de l'usine Porsche qui reprocha à Antoine Salamin l'acquisition d'une Sauber avec laquelle il marqua des points au Nürburgring. Le pilote suisse, qui était resté fidèle à la marque allemande jusque-là, rétorqua qu'il n'avait tout simplement pas les moyens d'acquérir une Porsche. 
En juillet 1987, il fut invité au centre de recherche de l'usine près de Stuttgart où il signa un contrat avec la mise à disposition d'une Porsche 962, les pièces de rechange et une assistance technique pendant les courses. 
Si la première épreuve disputée sous cette entité (en septembre 1987, lors de la dernière manche de Supercup au Nürburgring) se solda par un problème moteur, les résultats suivants furent encourageants. 
Sur le toboggan de Zeltweg, en Intersérie, Antoine Salamin (5e sur la grille), se classe finalement 6e, malgré un arrêt à son stand pour nettoyer le pare-brise de sa Porsche 962 maculé d'huile par un véhicule le précédant qui venait d'exploser son moteur. Il termine à la 12e place du classement général de l'Intersérie (grâce aussi aux résultats précédemment engrangés avec une Sauber Sehcar) remportée par l'Autrichien Walter Lechner.
La dernière course de la saison, qui a lieu à Kyalami, a des airs de championnat du monde avec l'engagement d'une cohorte de Porsche 962. Cette épreuve internationale, dénommée "Yellow Pages 500", se déroule en deux manches de 180 km chacune. Il s'agit de la dernière épreuve d'importance ayant pour cadre ce circuit authentique, avant qu'il ne cède sa place à un tracé profondément remanié. En dépit de problèmes de pneumatiques lors de la première manche, Antoine Salamin se classe au 6e rang d'une course remportée par Jochen Mass qui doubla l'alsacien Bob Wollek, en panne d'essence en vue de l'arrivée. 

### 1988: Une présence remarquée sur tous les fronts

#### Championnat du monde des Sport-Prototypes

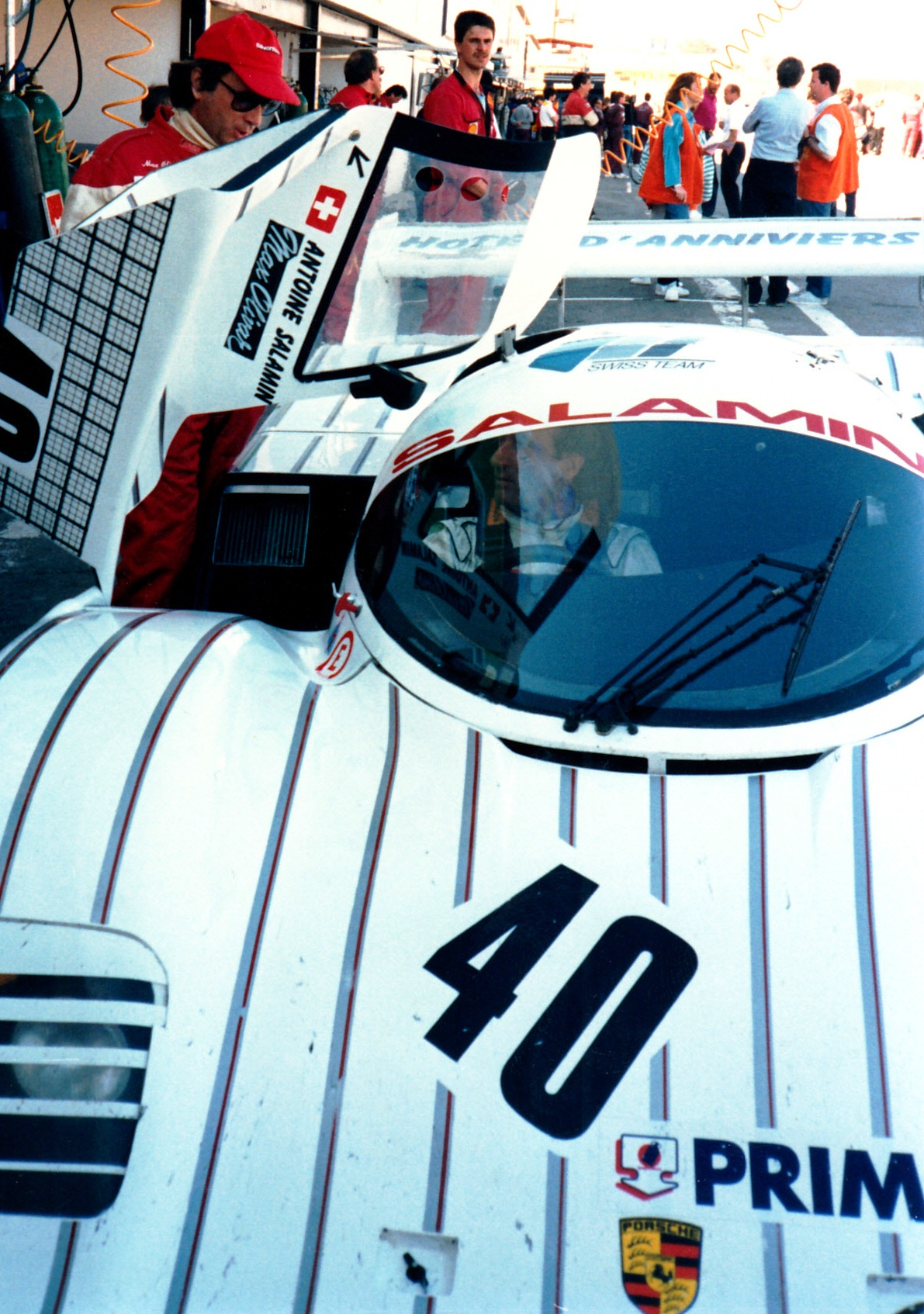
Max Cohen-Olivar (à gauche) s'entretient avec Antoine Salamin (au volant) lors de l'épreuve de Jarama en 1988

Le projet de groupe "silhouette" destiné à remplacer le championnat du monde étant mort-né, c'est un plateau de qualité réunissant notamment Jaguar (champion en titre), Porsche (représenté par ses clients), Sauber (Mercedes), ainsi que des Spice qui étrenne le championnat version 1988.
Le format du championnat du monde se compose essentiellement de courses de 1000 km, sauf pour Le Mans (24 h), Jerez (800 km), Jarama, Brno et Sandown Park (360 km). Il est ouvert aux catégories C1, C2 et GTP qui vont s'affronter sur un total de 11 manches. Les 10 premiers marquent des points avec un barème différencié selon la longueur des épreuves.
Lors de ces épreuves de Championnat du monde des Sport-Prototypes 1988, Antoine Salamin partage le volant de sa Porsche 962 avec Giovanni Lavaggi (Brands Hatch/Nürburgring/Spa/Sandown Park), Max Cohen-Olivar (Jarama/Silverstone), Enzo Calderari (Jerez), Dudley Wood (Monza), Luigi Taverna (Brno), Helmut Mundas (Silverstone), et Jean-Denis Delétraz (Brands Hatch). 
Le biennois Enzo Calderari est le coéquipier d'Antoine Salamin pour l'épreuve inaugurale, les 800 km de Jerez. Le véhicule affublé du no 40 est le seul nouveau châssis Porsche (No 962 131 construit en 1987) au départ avec une motorisation identique à celle de Joest, soit un 2,8 litres à refroidissement mixte air/eau. Pour une toute première expérience en la matière, l'équipage Salamin/Calderari termine à un remarquable 9e rang cette course historique qui verra la victoire de Schlesser/Baldi/Mass pour le retour officiel de Mercedes en endurance.
Une semaine après Jerez, la seconde épreuve a lieu à Jarama. Pour ce sprint de 360 km, Antoine Salamin envisageait tout d'abord d'effectuer seul la totalité de la distance; finalement il s'adjugea les services du franco-marocain Max Cohen-Olivar pour le seconder. Un temps précieux perdu lors de deux crevaisons relègue l'équipage au15e rang.
Pour Monza, l'équipe suisse, pleinement satisfaite de Max Cohen-Olivar, souhaitait le reconduire à son poste. Le pilote casablancais déclina l'offre car il s'était déjà engagé chez ALD. C'est le britannique Dudley Wood qui le remplace au pied levé. Le Swiss Team se renforce avec l'entrée en service de Chuck Graemiger - le père des Cheetah - en tant que directeur technique. Alors que les Porsche Brun, Joest et Kremer disposent de moteurs 3 litres pour la course (et de moteurs 3,2 litres pour les qualifications), la Porsche 962 d'Antoine Salamin ne dispose que d'un moteur 2,8 litres. Le pilote suisse ne jugea pas nécessaire l'utilisation des pneus de qualification et n'augmenta pas non plus la pression de turbo pour établir un 17e chrono lors des essais. Après 5 tours de course, l'architecte valaisan était déjà remonté en 11e position sur les talons de la Cougar-Porsche C20 (dotée d'un moteur 2,8 litres elle aussi) de Pierre-Henri Raphanel qu'il dépassa ensuite dans la Parabolica, au seizième passage, avant de céder le volant à Dudley Wood. Ce dernier eu un peu plus de peine à tenir le rythme et lorsque Salamin reprit le volant lors du dernier relais le moteur commença à ratatouiller dans les ultimes boucles. Finalement l'équipage Salamin/Wood termine à un méritoire 9e rang de cette épreuve de 1000 km remportée par la Jaguar de Cheever/Brundle, qui confirment leur succès précédent de Jarama.
Aux 1000 km de Silverstone, Max Cohen-Olivar effectue son retour dans l'équipe qui engage également le jeune allemand Helmut Mundas aux côtés de Salamin. Parti en 11e position sur la grille, Antoine Salamin effectue un premier relais époustouflant en tournant pratiquement dans les temps des Porsche Kremer. Cohen-Olivar se montra efficace, Mundas (pour la première fois à bord d'une Porsche 962) à la hauteur...le trio finit 7e après le déclassement de la Porsche de Bell pour non-conformité de son réservoir d'essence. Avec un budget minimal, l'équipe suisse continue d'étonner les observateurs. Eddie Cheever et Martin Brundle s'imposent à nouveau sur leur Jaguar et se positionnent idéalement avant les 24 heures du Mans.
Sur le numéro spécial de présentation des 24 heures du Mans d'Auto-Hebdo, c'est la voiture du Swiss Team Salamin qui est choisie pour illustrer les équipes Porsche 962C privées. Bien qu'inscrite avec comme pilotes déclarés A. Salamin et M. Cohen-Olivar, elle ne sera pas au départ, tout comme les Porsche 962 du Richard Lloyd Racing, ainsi que du Walter Lechner Racing School. L'équipe Sauber-Mercedes déclare forfait à la suite de l'accident de Klaus Niedzwiedz (éclatement d'un pneu dans la courbe des Hunaudières aux essais). Faute d'avoir pu en identifier les causes, les deux voitures sont immédiatement retirées. Malgré le retour de l'équipe officielle Porsche avec trois voitures pour cette épreuve (et un tout nouveau système d'injection électronique Bosch M 1.7 issu du groupe propulseur TAG-F1), c'est encore Jaguar qui triomphe avec Lammers/Dumfries/Wallace, pour une manche permettant d'encaisser un maximum de points, puisque dotée du coefficient 3 en raison de sa durée.

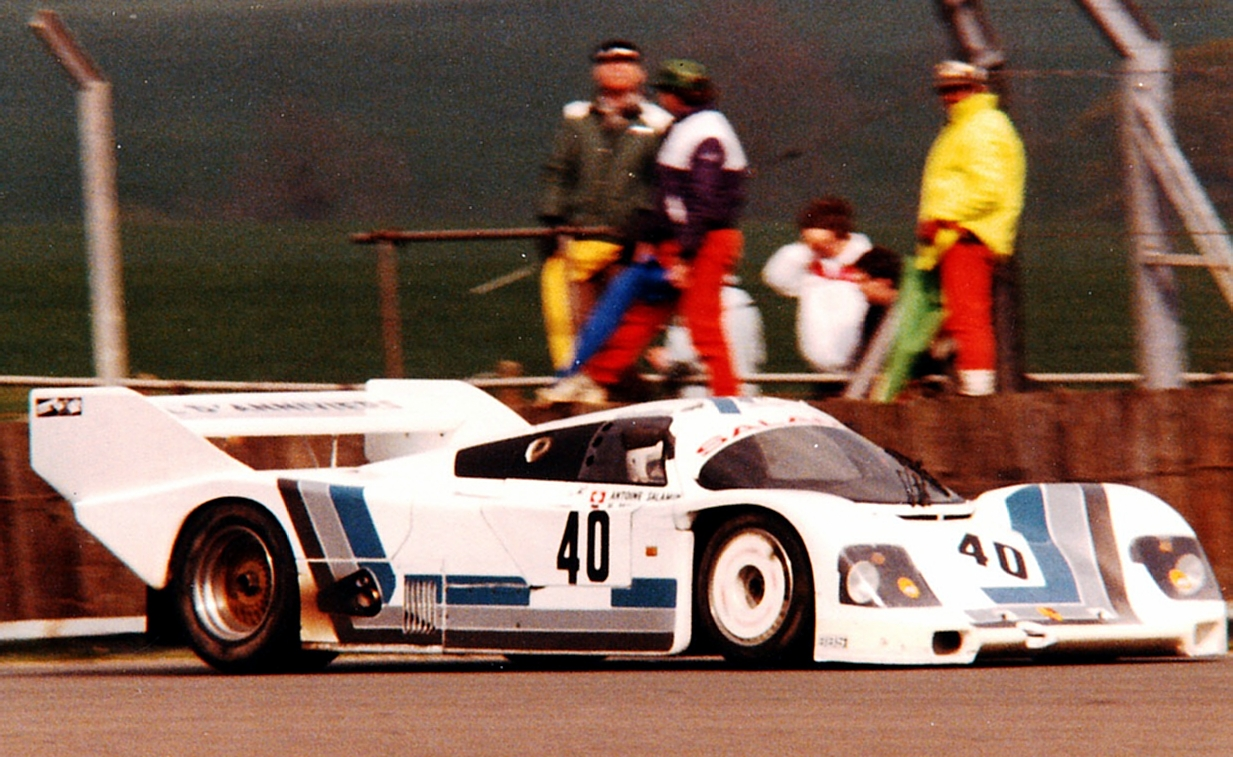
360 km de Brno 1988: l'équipage italo-suisse composé de Taverna / Salamin termine 9e de cette course "sprint"

L'endurance à son plus haut niveau se produit pour la première fois dans un pays de l'Est, sur le tout nouveau circuit de Brno, en Tchécoslovaquie. Deuxième victoire de la saison pour la Sauber Mercedes de Schlesser/Mass qui semble taillée sur mesure pour les courses sprint de 360 km. À part Sauber, et en l'absence des Porsche de Walter Brun, c'est Antoine Salamin (avec comme équipier Luigi Taverna), opiniâtre neuvième avec sa propre Porsche, qui sauve l'honneur helvétique, malgré des problèmes de consommation en fin de course.
Antoine Salamin fait appel au Genevois Jean-Denis Delétraz (engagé parallèlement en F3000) ainsi qu'à l'italien Giovanni Lavaggi (vu l'an passé sur une Alba C2) pour l'épreuve des 1000 km de Brands Hatch. Des consignes de modération sont données aux pilotes: conduire vite et bien, avec une pression de turbo volontairement limitée à 1,2 bar pour ménager le moteur, et surtout ne pas sortir de la piste, car un accident signifierait la fin de saison pour le Swiss Team Salamin. C'est au septième rang que l'équipage termina avec un Jean-Denis Delétraz ravi de l'ambiance du groupe C qu'il découvrait, mais épuisé par des relais d'une heure. L'équipe Joest, malgré sa nouvelle arme, l'injection 1.7 Motronic de Bosch, et le retour de Klaus Ludwig, manqua la victoire au profit de la Jaguar de Brundle/Nielsen/Wallace à l'issue d'une course marquée par le spectaculaire accrochage entre les deux Sauber pour éviter la voiture de l'Américain Stephen Hynes en perdition...Jochen Mass resta sur le carreau, voiture détruite.
Après Joest, c'est le Kremer Racing qui dispose à son tour de l'injection Motronic 1.7 lors des 1000 km du Nürburgring dotés d'un plateau de plus de trente concurrents. Pour pimenter le spectacle l'épreuve est scindée en deux: 500 km le samedi soir, et le reste dimanche. C'est sous la pluie et surtout le brouillard que la première manche se déroula, avec comme conséquence de nombreuses sorties de pistes et accrochages...La seconde eut lieu avec une météo plus clémente, mais une piste piégeuse en raison des averses...C'est la Sauber Mercedes C9 de Jean-Louis Schlesser et Jochen Mass qui s'impose, alors que l'équipage Antoine Salamin / Giovanni Lavaggi (parti 14e sur la grille) se classe au 9e rang, derrière la Jaguar de Jan Lammers / Johnny Dumfries, et devant la Porsche Kremer de Bruno Giacomelli / Volker Weidler. 

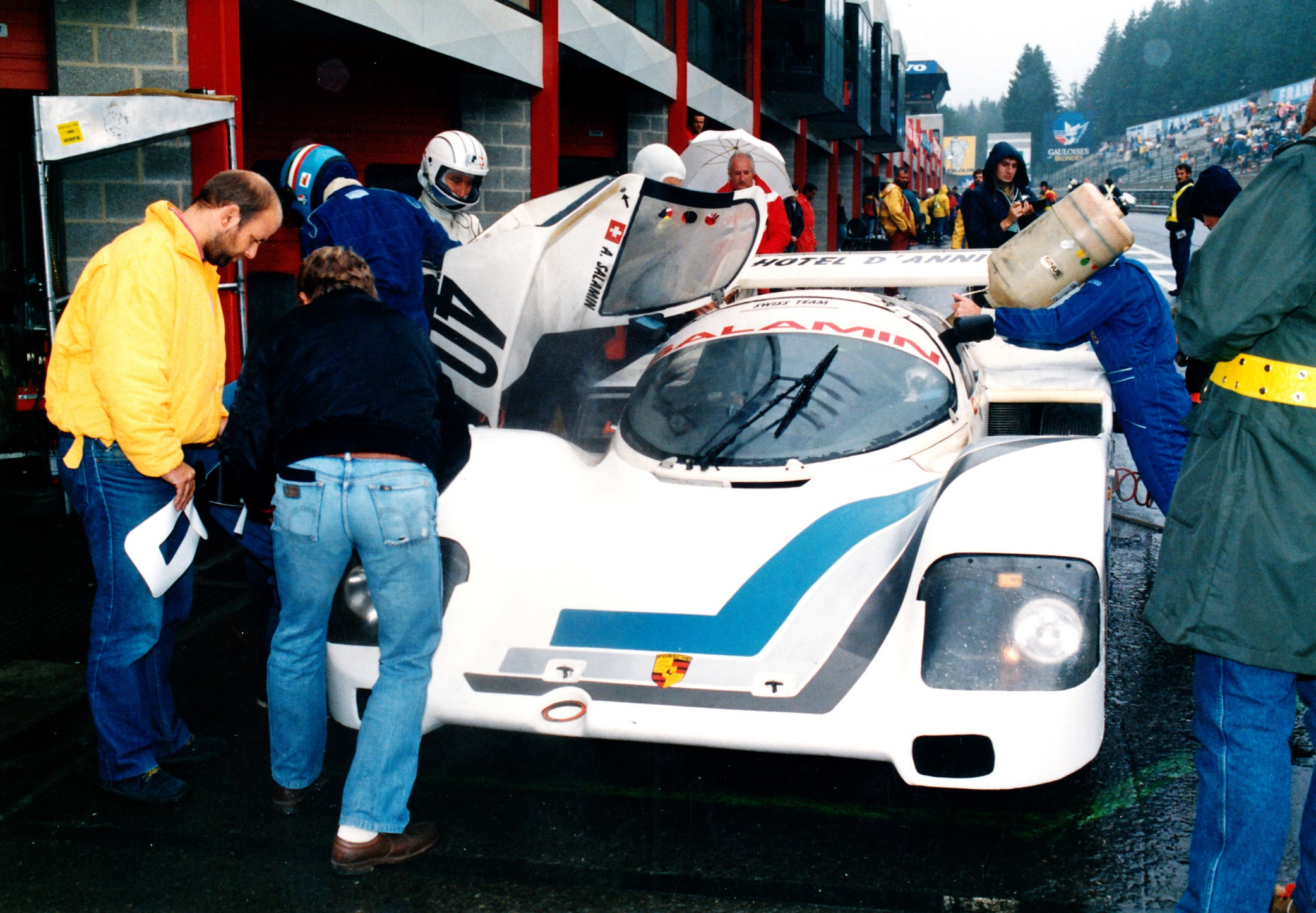
Giovanni Lavaggi cède le volant à Antoine Salamin lors des 1000 km de Spa-Francorchamps disputés sous la pluie (avec une 7e place à la clé)

A Spa, c'est l'autre Sauber, celle de Mauro Baldi / Stefan Johansson qui s'adjuge les 1000 km disputés sous la pluie. Le Swiss Team Salamin termine 7e avec le binôme Salamin/Lavaggi, mais il fera l'impasse sur l'épreuve suivante, les 1000 km de Fuji (victoire et titre de champion du monde pilotes pour Martin Brundle, équipes pour Jaguar).
La dernière épreuve de la saison comptant pour le championnat du monde a lieu en Australie. Lors des 360 km de Sandown Park, le Swiss Team Salamin était en passe de réaliser sa meilleure performance de la saison. Très bien parti, l'italien Giovanni Lavaggi, parvenu jusqu'en 5e position après une heure de course, tomba en panne d'essence en essayant de faire un tour de plus alors que les voyants étaient au rouge... L'équipe Sauber Mercedes réalise le doublé, Schlesser/Mass précédent Baldi/Johansson.
Après cette déconvenue, l'équipe embarqua pour disputer l'épreuve internationale (disputée hors championnat) de Kyalami. Parti en 8e position, Antoine Salamin termina au 11e rang d'une course disputée en deux manches, remportée par Bob Wollek, sur un tout nouveau circuit (plus court et tournant dans le sens inverse par rapport à l'ancien tracé).
C'est une 7e place finale au classement équipes, avec 38 points, qui vient récompenser les efforts d'une modeste équipe privée, aux moyens financiers et techniques limités par rapport à la majorité de ses adversaires (Jaguar, Sauber-Mercedes, Porsche), qui termina devant l'équipe Kremer.

#### Coupe d'Europe Intersérie
L'ouverture de la saison a lieu sur l'Hungaroring de Budapest. Antoine Salamin (avec sa Porsche 962 2.8 litres) se classe 3e au classement général à l'issue des deux manches, derrière les Porsche 962 3 litres de John Winter et Jochen Dauer.
La deuxième épreuve se déroule sur le circuit d'Hockenheim. 5e au classement final (6e dans la première manche et 4e dans la deuxième), le pilote suisse effectue son meilleur tour à seulement 2 s 75 de celui du Danois Kris Nissen qui survola les débats.
Sur l'aérodrome de Wunstorf, Antoine Salamin était à nouveau dans le coup (6e sur la grille de départ). En course (gêné par son pare-brise maculé d'huile à la suite de l'explosion du moteur de la Porsche de Dauer, alors qu'il rentrait au ralenti pour regagner son stand), il était accroché par trois voitures. Par chance, les dégâts étant minimes, il n'y eut pas d'autre conséquence qu'un abandon pour l'un des animateurs de ce championnat.
A Zeltweg, sur le mythique tracé de 5,8 km de longueur, Salamin amena sa Porsche au troisième rang derrière le lucernois Walter Brun (1er) et John Winter. Dauer abandonna lors de la deuxième manche, turbo cassé, alors que le régional de l'étape, Walter Lechner, lui aussi sur Porsche 962, démolit sa monture lors d'un accident aux essais, à 240 km/h dans la Bosch-Kurve.
Le circuit de Most, en Tchécoslovaquie, fête ses 10 ans d'Intersérie dans la ferveur populaire : devant plus de 100 000 spectateurs, pour la plupart venus de l'autre côté du rideau de fer. Nouveau podium pour Antoine Salamin, qualifié en 3e position, il finira - premier privé - à cette place derrière les Porsche 962 de Dauer et Winter.
A l'heure du bilan, les résultats sont au rendez-vous avec une 4e place au championnat pilotes division I (42 points) pour Antoine Salamin qui signe trois podiums (Hungaroring / Zeltweg / Most) et une 5e place à Hockenheim.

#### Supercup
En Supercup (série remplaçant le défunt championnat d'Allemagne, DRM pour Deutsche Rennsport Meisterschaft), qui regroupe nombre d'animateurs du championnat du monde d'endurance, Bob Wollek s'impose au Nürburgring malgré la présence de Jean-Louis Schlesser et de sa Sauber-Mercedes. Antoine Salamin termine sixième, malgré un arrêt à son stand dès le premier tour pour changer un fusible défectueux. Cet arrêt, qui lui coûta un temps précieux, lui permit de réaliser une remontée spectaculaire.
Le duel pour la victoire entre le vainqueur du jour, Jean-Louis Schlesser, dans sa Sauber-Mercedes, et le malchanceux Hans-Joachim Stuck, dans sa Porsche d'usine n'a finalement pas eu lieu. À Hockenheim, sur le petit tracé, la Porsche PDK à transmission semi-automatique fit illusion et s'arrêta aux boxes, victime d'un problème d'alimentation. Reparti le couteau entre les dents, Stück établit le record du tour, ce qui lui valut une prime supplémentaire de 1 000 marks. Il termina onzième, hors des points. Pour sa part, Antoine Salamin, qui était 7e après 24 tours, se classa neuvième (8e de sa catégorie), à la lutte avec les Porsche ainsi que la Lola T600-BMW de Becker,.
L'atmosphère est tendue pour la troisième manche du championnat, les célèbres 200 Meilen Von Nürnberg, endeuillée par l'accident mortel (lors des essais de la course de Formule 3 qui se sont tenus le vendredi 24 juin) du jeune pilote hongrois Czaba Kesjar qui fut tué sur le coup, lors d'un choc frontal dans une courbe rapide. Le circuit du Norisring (aussi surnommé le Monaco allemand), voit à nouveau la victoire de Jean-Louis Schlesser, malgré une boîte de vitesses récalcitrante (4e rapport cassé). Pour la première fois, des Porsche privées sont équipées de la nouvelle injection électronique Bosch M 1.7 (Wollek/Dauer/Schäfer). La deuxième place est dévolue à Hans Stuck, précédant une nuée de Porsche 962 constituant la majorité d'un plateau déjà bien fourni. Dans le lot, Antoine Salamin, accrocha la 8e place au classement général (7e de sa catégorie). La deuxième manche qualificative a été marquée par le spectaculaire accident de Kris Nissen, dont la Porsche 962 fila vers les glissières à pleine vitesse, peu avant la fin des boxes, avant de rebondir sur la barrière pneumatique au bout de l'épingle, sans dommage pour son pilote. Ce fut un avertissement sans frais : deux semaines plus tard, le pilote danois, qui était engagé en championnat Japonais sur une Porsche 962C à Fuji, failli perdre la vie. Lors des essais, à la suite d'un freinage manqué, il se dirigea vers l'échappatoire, mais ce qu'il ne savait pas, c'est qu'un mur en béton avait entre-temps été érigé à cet endroit. À la suite du choc, la Porsche prit immédiatement feu. Brûlé sur 40 % de son corps, le pilote de 28 ans, admis dans une clinique spécialisée de Tokyo, fut plongé dans un coma artificiel. Entre la vie et la mort un certain temps, il mit de longs mois pour se rétablir. Cet accident fut également un choc pour son employeur, le Kremer Racing, qui avait déjà perdu en course Manfred Winkelhock en 1985 et Jo Gartner en 1986. 
Sur l'aérodrome de Diepholz, l'usine Porsche, qui devait à tout prix vaincre, perdit le championnat : Stuck fut victime d'un accrochage, alors que Klaus Ludwig (spécialement engagé pour cette épreuve) effectua un tour avec le poste de remplissage rapide accroché à son véhicule, après un arrêt aux stands calamiteux. Les Sauber-Mercedes n'en demandaient pas tant pour signer le doublé : Schlesser devant Baldi. Antoine Salamin termina dixième, derrière la Porsche Brun d'Uwe Schäfer et devant celle de Heinz-Jörgen Dahmen.
La nouvelle tomba comme un couperet en ce mois de septembre : l'équipe d'usine Porsche arrête le groupe C, faute d'avoir pu trouver un sponsor assurant le financement pour le futur. Ce sont donc exclusivement les clients qui représenteront dorénavant la célèbre marque allemande. Hans-Joachim Stuck remporte la dernière course de Supercup au Nürburgring, en guise de cadeau d'adieu, devant Bob Wollek (Porsche 962C) et Jochen Mass (Sauber-Mercedes C9). En terminant 5e, Jean-Louis Schlesser coiffe la couronne de champion Supercup 1988. Au volant de sa Porsche 962, sous la pluie, Antoine Salamin effectua une sortie de route en fin de course. La Porsche 962, fortement endommagée, pu toutefois être réparée à temps pour disputer les épreuves finales de la saison (Sandown Park, en championnat du monde d'Endurance, et Kyalami, hors championnat).
Le championnat Supercup se solde par une 6e place au classement équipes avec 11 points pour le Swiss Team Salamin.
Ces résultats permettent à Antoine Salamin de terminer à une 7e place au classement mondial Porsche Cup.

### 1989: Une saison intense mais difficile

#### Championnat du monde des Sport-Prototypes
La réglementation du championnat du monde change : les épreuves de 1000 km sont remplacées par des "sprints" de 480 km. Les équipes sont amenées à se professionnaliser. Elles ont l'obligation de participer à toutes les épreuves du championnat, à l'exception d'une épreuve européenne. Les organisateurs peuvent compter sur un plateau de 38 voitures, ce qui dépasse, sur certains circuits, la capacité d'accueil des stands. Coup de tonnerre à trois semaines des 24 heures du Mans : l'épreuve phare de la saison ne compte plus pour le championnat du monde, à la suite d'un différend entre le pouvoir sportif (FISA) et les organisateurs de la course (ACO). 
L'équipage habituel Salamin/Cohen-Olivar renonçant à faire le couteux déplacement de Suzuka, c'est la paire Kazao Mogi et kenji Takahashi qui représente le Swiss Team Salamin en finissant seizièmes de l'épreuve inaugurale de la saison de Championnat du monde des Sport-Prototypes.
Auteur du doublé au Japon, les Sauber-Mercedes sont battues par la Porsche 962 Joest, profondément remaniée, de Bob Wollek et Frank Jelinski. Côté Swiss Team, Lechner/Franzmaier se classent 12es, Salamin/Cohen-Olivar 22es, lors de cette deuxième course du championnat, les 480 kilomètres de Dijon, disputée sur le tracé de Dijon-Prenois. 
Pour les autres épreuves c’est Antoine Salamin qui partage son volant avec Max Cohen-Olivar (Nürburgring/Donington/Spa) ainsi qu’avec Giovanni Lavaggi (Brands Hatch/Mexico).

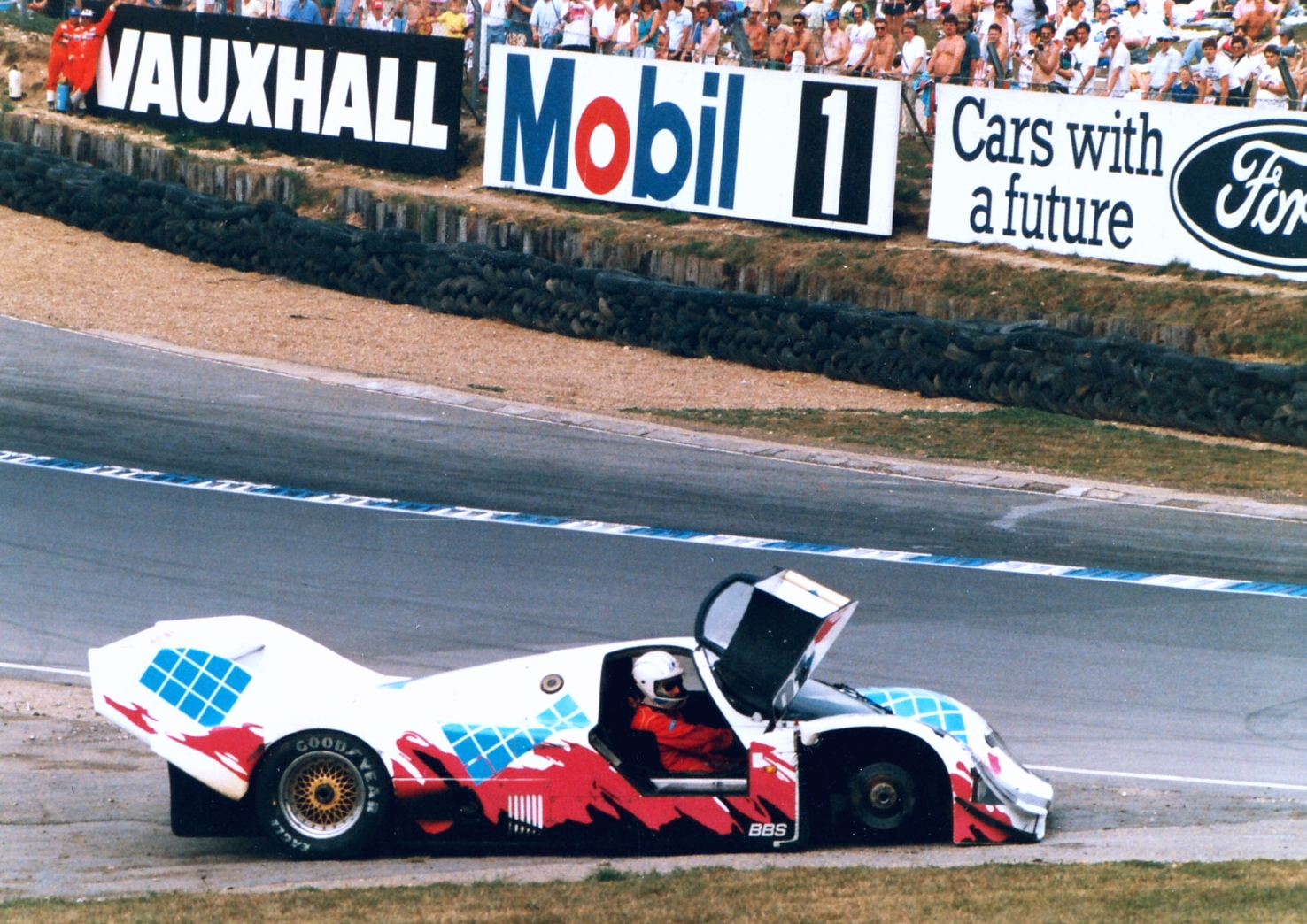
Abandon pour la Porsche d'Antoine Salamin à Brands Hatch, en 1989, à la suite de la perte d'une roue

A Brands Hatch, Antoine Salamin, alors 13e, abandonne à la suite de la perte de la roue avant droite à Paddock, au 44e tour... alors qu'un mécanicien de l'équipe est sérieusement blessé lors d'un arrêt aux stands (brûlures au visage et à la main).
Lors de l'épreuve du Nürburgring, un tête à queue de Salamin au premier virage, pour éviter un véhicule en perdition, retarde l'équipage qui abandonne à la suite de problèmes de moteur au 67e tour.

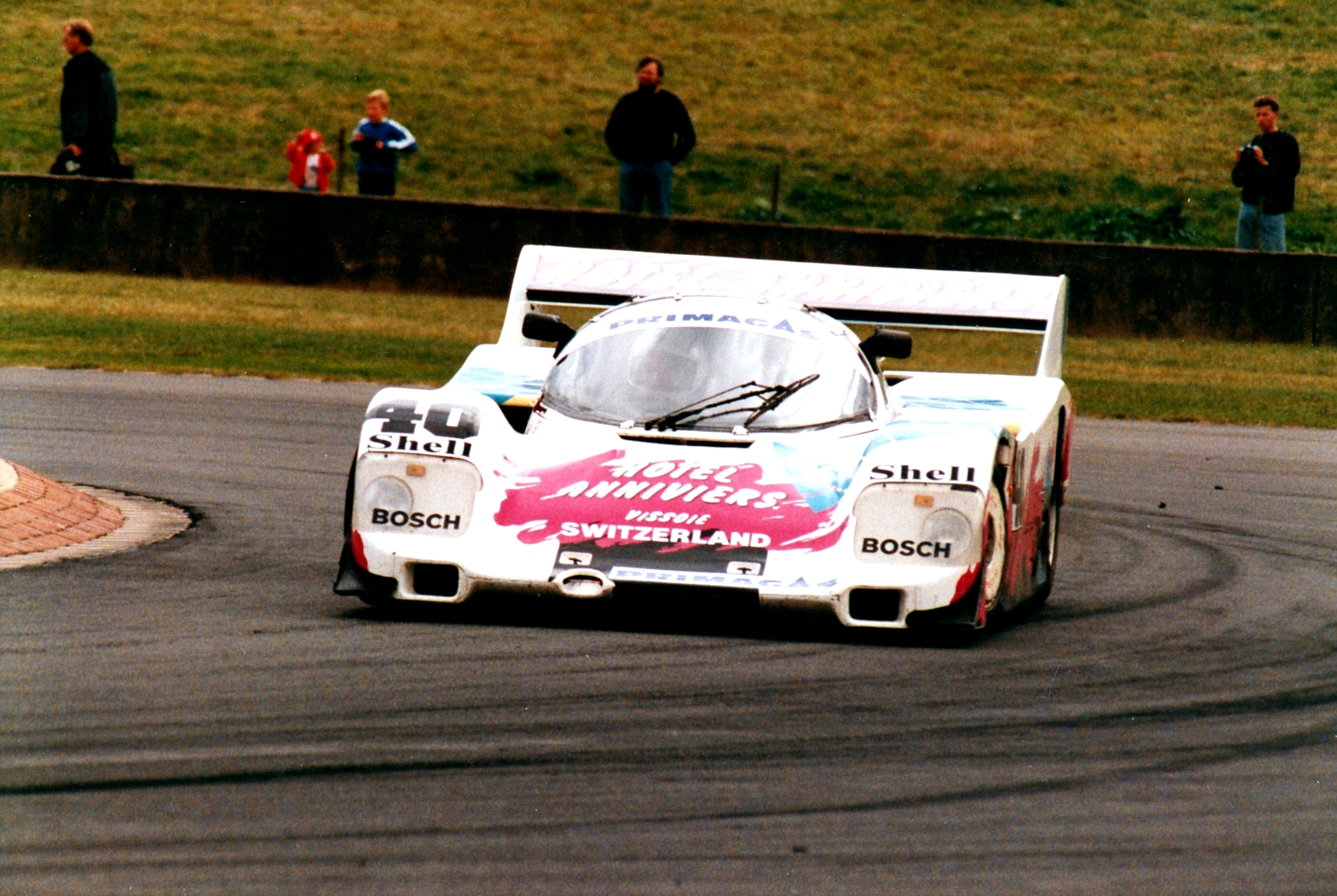
La Porsche 962C du Swiss Team Salamin à Donington en 1989

Si en Angleterre, ils faillirent manquer de fuel, une course trop prudente leur valu de terminer avec 35 litres en Belgique. Salamin/Cohen-Olivar finissent 16es à Donington Park ainsi qu'à Spa-Francorchamps. Ces honorables performances seront leurs meilleurs résultats de la saison. 
A cela plusieurs explications. Tout d'abord le débarquement en force des usines telles que Mercedes, Jaguar, Aston Martin, Nissan, Toyota ou Mazda ainsi que les meilleurs clients Porsche, avec un niveau de performance de plus en plus relevé, dans un milieu hypersophistiqué. Même en ayant progressé d'une demi-seconde au tour par rapport à l'an passé, l'évolution de la Porsche 962 (qui était promise à la vente dès Dijon) de l'équipe suisse est restée figée depuis le mois de mai. Une injection Motronic 1.2 retravaillée (alors que la plupart des autres clients Porsche bénéficiaient de la version 1.7) avec un moteur typé endurance pour des épreuves au kilométrage réduit (avec pour conséquence des équipages de deux pilotes seulement en place de trois pour la saison passée) et l'apparition en C2 des mécaniques de la nouvelle génération 3,5 litres atmosphériques nécessitant deux arrêts ravitaillement de moins par course, ont rendu la vie difficile à la petite équipe qui devait rouler à l'économie. En témoignent les départs à froid, sans préchauffage sur la grille, pour économiser le carburant. Quantité de C2 en profitaient pour doubler la Porsche qui refaisait son retard au fil des tours en reprenant une position plus conforme à la hiérarchie, bien souvent devant les Porsche « sœurs » de Laessig/Obermaier ainsi que des frères Alméras.
L'utilme épreuve de la saison a lieu à Mexico. À la suite de la sortie de route de Kenny Acheson, c'est Jean-Louis Schlesser, sur Sauber-Mercedes également, qui est sacré Champion du Monde. Ne devant initialement pas participer à cette épreuve, Antoine Salamin, à la suite du désistement de John Paul, avec qui il était en tractation, confirme finalement son engagement. Le week-end mexicain a été rude pour les participants avec quatre voitures complètement détruites. C'est tout d'abord la Porsche Dauer qui sort: capots et suspensions arrachés, coque déformée et blessure aux ligaments du genou pour Bolanos, qui était au volant. Rupture mécanique à 200 km/h pour l'ALD de Serpaggi: le pilote s'en tire sans mal, ce qui n'est pas le cas de sa monture, fortement endommagée. Roland Ratzenberger, arrivé trop vite dans la Peraltada tire tout droit: flanc gauche arraché pour sa Porsche 962. Vendredi, vers la fin de la dernière séance chronométrée, Antoine Salamin est victime d'un accrochage spectaculaire avec Patrick Tambay, filmé sous tous les angles. Le pilote français percuta la Porsche 962 au niveau de la porte avec un angle de 30° environ, au sortir de la célèbre courbe rapide de la Peraltada, surprenant le pilote suisse. La Porsche 962, déséquilibrée à plus de 260 km/h, toucha le muret des stands, le tangeantant jusqu'à son extrémité, avant de buter sur un système de coffrage protégeant le système de chronométrage. Ce dernier, faisant obstacle naturel, fit ricocher la 962 qui se désintégra pour s'arrêter 300 mètres plus loin sur un autre muret en béton. Indemne, mais secoué et furieux, Salamin s'en alla dire ce qu'il pensait chez Jaguar de cette manœuvre d'intimidation, comme il s'en passe de plus en plus en sport-prototypes. Tambay invoquait pour sa part une inadvertance alors qu'il regardait son compte-tours. Après examen des commissaires de la FIA, le pilote français écopa d'un blâme, assorti d'une amende de 15 000 US $. "Sur le moment, j'ai cru que c'était fini; qu'Antoine ne s'en tirerait pas vivant, tellement le choc avait été violent. Quand il est ressorti de sa carcasse, j'ai craqué nerveusement et j'ai éclaté en sanglots..." tel est le témoignage du pilote genevois Bernard Thuner qui était installé derrière le muret des stands au moment de l'accident. La Porsche 962 qui était déjà vendue à un musée fut reconstruite avec l'aide de l'usine Porsche (par l'intermédiaire de son représentant, Jürgen Barth), et fut finalement livrée comme convenu au collectionneur suédois qui avait déjà réservé son véhicule depuis six mois.

#### Supercup et Intersérie

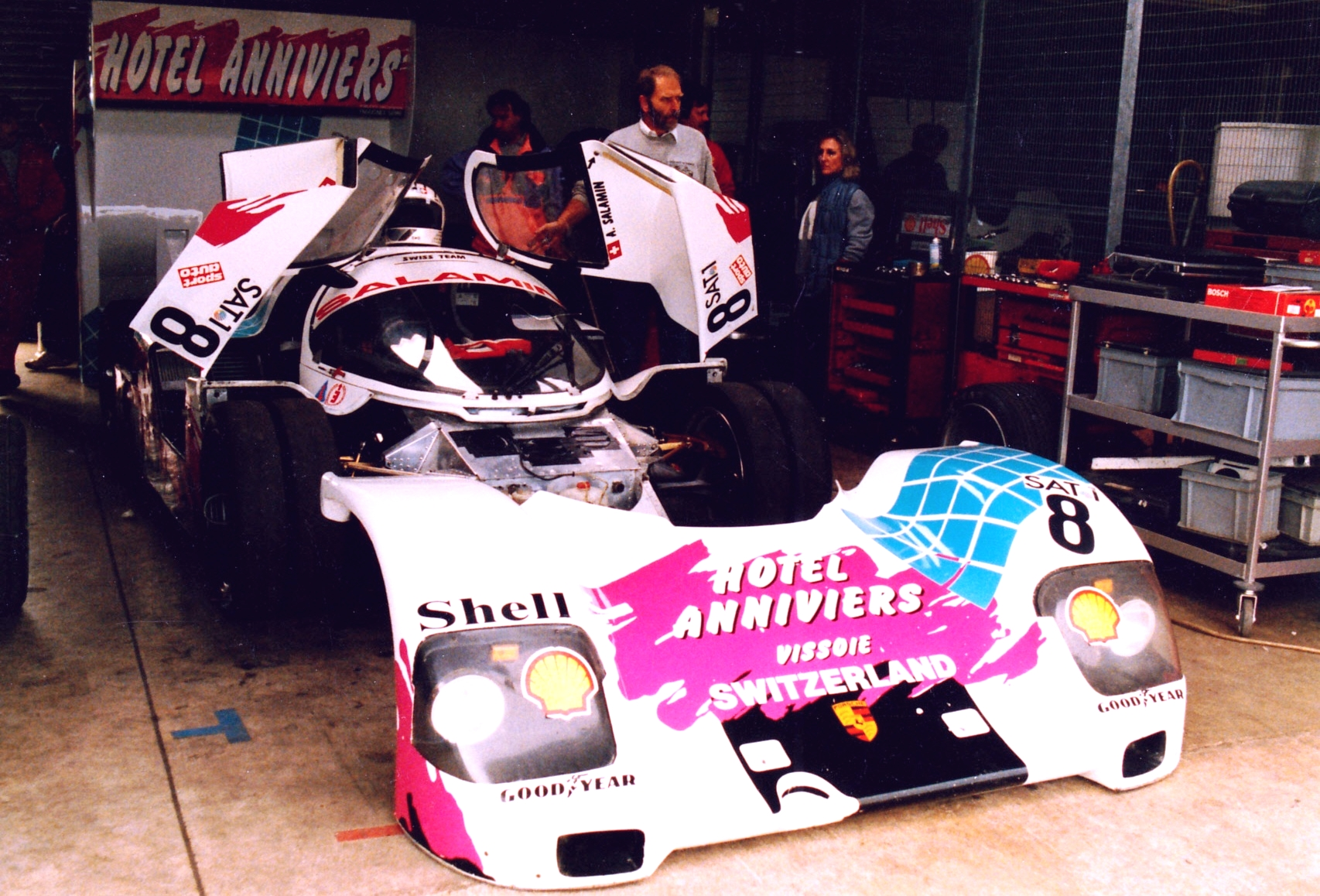
Test de double-pneus en Supercup pour Salamin à Silverstone en 1989

Reflet très intéressant de la catégorie "sport-prototype", la Supercup allemande, qui attire les foules, commence la saison au Nürburgring. Ce fut un triomphe pour Porsche avec dans l'ordre du classement, Wollek (vainqueur) devant Winter, Dauer (3e malgré un tête-à-queue), Lechner, Ricci et Salamin (6e), tous sur Porsche 962. Le pilote valaisan a entamé son exercice de manière satisfaisante (meilleur Hélvète) avant d'enchaîner sur un test à Dijon, en vue de la manche de championnat du monde,. 
A la mi-mai, c'est le circuit de Silverstone qui accueille la 2e manche baptisée "Autosport BRDC SuperSprint". C'est à nouveau Bob Wollek qui s'impose alors qu'Antoine Salamin finit septième devant la Porsche 962 de l'anglais Tim Lee-Davey.
Lors des traditionnels "200 Meilen von Nürnberg" disputés fin juin, Frank Jelinski gagne devant John Andretti. Salamin doit se contenter de la neuvième place après avoir dû troquer son moteur 3 litres contre un simple 2,8 litres au terme des qualifications.
La Supercup se conclut par une 6e place au classement équipes avec 12 points (Nürburgring 6e, Silverstone 7e, Norisring 9e, Nürburgring Supersprint 9e au classement C1, avec Antoine Salamin).
En coupe d’Europe Intersérie on retrouve Antoine Salamin 7e au classement pilotes en div. I, avec notamment une 3e place à Zeltweg, ainsi qu'une 4e à Wunstorf.

### 1990: Un championnat pour les grands constructeurs

#### Intersaison et Suzuka
Après deux ans de bons et loyaux services, la Porsche accidentée à Mexico, est livrée à un musée privé, après avoir subi une réparation exemplaire et récupéré son moteur original de 2,8 litres.
En attendant la livraison de sa nouvelle Porsche 962 dernière évolution, l'équipe suisse confirme son engagement pour toutes les manches du Championnat du monde des Sport-Prototypes. Le système du double pneu testé la saison passée en qualifications sera à nouveau mis à l'épreuve avec le soutien de l'usine Porsche.
A un mois de l'ouverture du championnat au Japon, la restructuration du Team se poursuit avec l'engagement d'une nouvelle équipe de mécaniciens en provenance de Belgique ainsi que du Genevois John Salmona, comme "team manager".
Antoine Salamin effectue les premiers tours de roues avec sa toute nouvelle Porsche 962C sur le circuit privé de l'usine Porsche à Weissach afin de parfaire la mise au point du véhicule en vue de la première épreuve européenne à Monza. Son coéquipier (pour la première partie de la saison, soit Monza, Silverstone, Spa et Dijon) a été désigné en la personne de Luigi - dit "Gigi" - Taverna. L'équipe espère encore pouvoir faire le déplacement des 24 Heures du Mans, à condition toutefois, que le sponsor de la voiture, la société "Giordano Vins" élargisse son budget.
La course de Suzuka voit la victoire du champion du monde en titre, le Français Jean-Louis Schlesser. Faisant l'impasse sur ce lointain déplacement, le Swiss Team Salamin, règlement oblige et afin d'éviter de payer une dédite de 250 000 dollars, s'est fait représenter par l'équipage Hakihiko Nakaya et Volker Weidler qui termine au 10e rang.
Revenons aux caractéristiques de cette Porsche 962C, améliorée dans tous les domaines : munie de la dernière injection électronique Motronic 1.7, avec traitement direct des données par ordinateurs depuis les stands (télémétrie), une nouvelle carrosserie améliorant le flux d'air ainsi que le refroidissement, une puissance supérieure avec le même moteur 3 litres (puissance théorique culminant aux environs de 850 chevaux selon la pression de turbo).
L'objectif de la saison sera d'abord de finir les courses, si possible dans les 15 premiers. Sans programme d'essais, et avec 36 voitures en piste, dont une douzaine de véhicules officiels "usines", ainsi que plus d'une quinzaine de Porsche 962 (dont les Porsche Joest dotées de moteurs 3,2 litres dès Suzuka), la tâche des pilotes ne sera pas évidente dans un championnat dont le niveau de pilotage est très élevé.
Côté règlement, toutes les épreuves se déroulent sur une durée de 480 km. Uniquement les véhicules de la catégorie FIA Groupe C sont autorisés à prendre le départ. Seuls les six premiers marquent des points. Pour l'épreuve de Montréal, la moitié des points est attribuée à la suite de l'interruption prématurée de la course. Les 24 heures du Mans ne font à nouveau pas partie du championnat.

#### Première partie: avec l'équipage Salamin/Taverna
16es à Monza pour leur première sortie (devant deux autres Porsche 962), Salamin/Taverna remplissent leur contrat à l'issue d'une course régulière en évitant le piège de la panne d'essence. En effet, chez Porsche, il s'avère que la consommation trop importante de leurs mécaniques ne leur permette pas de rivaliser avec les Mercedes (à nouveau vainqueur à Monza avec la paire Schlesser/Baldi), Jaguar, Nissan et Spice. Cette prise de contact aura toutefois permis de se familiariser avec ce nouveau véhicule, qui n'a été livré que le lundi précédant l'épreuve italienne.

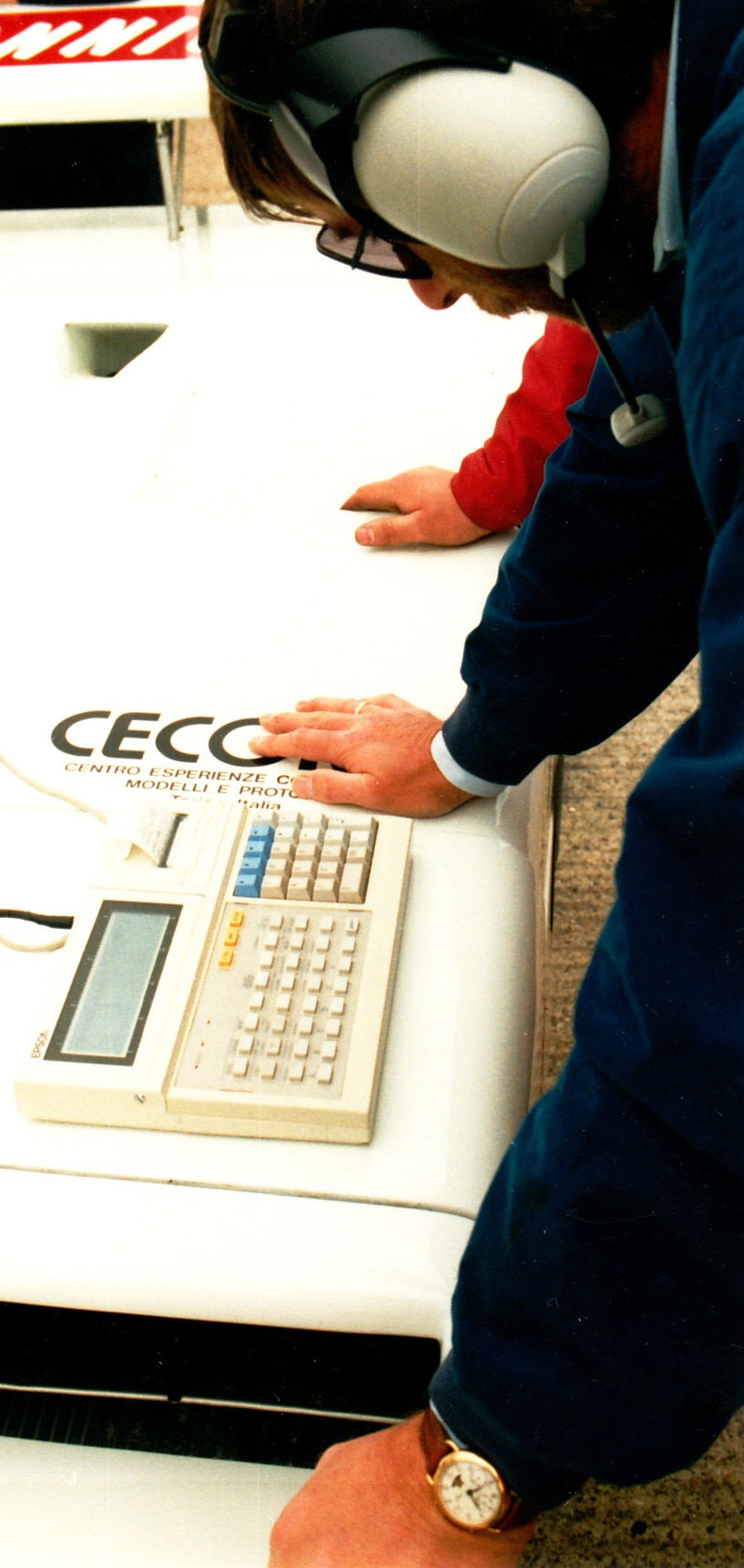
Silverstone, 1990 - Jürgen Barth prête main-forte au Swiss Team Salamin

À la suite d'une défaillance de la pompe à huile de la boîte de vitesses survenu lors de la séance matinale, l'équipe est contrainte de déclarer forfait pour l'épreuve de Silverstone (remportée par la Jaguar XJR-11 de Martin Brundle et Michel Ferté), le temps manquant pour la réparation. 
L'affiche de Spa est alléchante : cinq grands constructeurs engagés, seize pilotes de Formule 1 (dont certains en activité), douze autres venant de la Formule 3000 et six vainqueurs du Mans...ce qui en dit long sur le niveau de ce championnat. Le bilan des Suisses en Belgique est mitigé. Pour le swiss Team Salamin, on peut même parler de galère. Aux essais, tout au début des tours chronométrés, Antoine Salamin ressentit une violente vibration à l'arrière de son véhicule. Une bielle a traversé le bloc moteur et l'ordinateur Porsche donnera l'explication suivante : "Chute de pression d'huile subite à 7 300 tr/min, sans aucune faute du pilote." Un nouveau moteur cassé chez Porsche, de manière inexplicable car ce propulseur était neuf, son taux de compression bas, et la pression de Turbo utilisée, minimale... Dans l'impossibilité de faire les essais du vendredi, l'équipe Suisse - sous la pression de son sponsor, Giordano - devait trouver une solution pour prendre part à la course. Un moteur de réserve a donc été loué à une équipe anglaise (qui demanda une limitation à 8 000 tr/min et une pression de turbo minimale). Le montage du moteur terminé de justesse pour les essais, et après quelques réglages, notamment l'accélérateur qui ne s'ouvrait pas à fond, l'équipage était heureux d'avoir pu se qualifier, sur la base de deux petits tours seulement, en dernière ligne. Epoustouflé par la puissance de ce moteur, Salamin était déjà 24e après quelques tours seulement. La météo alternant entre pluie et éclaircies joua un mauvais tour aux pilotes, qui s'arrêtèrent au mauvais moment pour changer de pneus, ce qui les força à deux double-changements consécutifs, une perte de temps évaluée à dix minutes. À la fin de cette épreuve mouvementée, qui a connu le succès de la Sauber-Mercedes de Mass/Wendlinger (Karl Wendlinger devenant au passage le plus jeune vainqueur d'une course de sport-prototypes), l'équipage Salamin/Taverna, 21e malgré toute l'énergie déployée, passait à côté d'un bon résultat.
Le Swiss Team Salamin fait l'impasse sur les 24 heures du Mans en raison de la proximité, au niveau du calendrier, de l'épreuve de Jarama. À une semaine de la manifestation, la FISA annule purement et simplement le rendez-vous espagnol, l'organisateur ne pouvant assurer son mandat. Un véritable scandale pour un championnat qui se dit professionnel et dont les exigences croissantes envers les petites équipes (obligation de participer à toutes les épreuves, matériel de qualité, camion transporteur et habillement de standing, etc.) semblent à sens unique. Un coup de poignard dans le dos pour Salamin qui avait tout organisé pour la venue de son parrain sur place. Après ce triste épisode, l'équipe se dirige vers Dijon pour effectuer des essais de pneumatiques en vue de la prochaine manche.
Les 480 km de Dijon se disputent sous une chaleur accablante. Aux essais déjà, le ton était donné : Jean-Louis Schlesser arrache la pole position à seulement 3,3 secondes du record absolu de la piste détenu alors par Patrick Tambay sur sa Renault turbo F1 lors du grand-prix de France 1984. Schlesser qui s'impose à l'issue d'une course entamée par un accrochage après le feu vert entre la Porsche Lloyd de Manuel Reuter et la Porsche Obermaier d'Harald Grohs, complètement détruites, ce qui nécessita une interruption de course. Dans cette sacrée pagaille, la Porsche d'Anthony Reid ainsi que la Spice d'Eliseo Salazar sont également touchées. Pour la première fois dans l'histoire des Sport-Prototypes depuis l'avènement du groupe C, le drapeau rouge est brandi. Un certain Michael Schumacher, disqualifié lors des essais de Silverstone, effectue des débuts tonitruants en obtenant la deuxième place, en finissant sur les talons du leader. Le moteur cassé à Spa a été révisé à l'usine et monté à la hâte dans le châssis de la Porsche 962 de Salamin. Problème de turbo et radiateur percé lors des premiers essais, le moteur semblait peu puissant. Le lendemain, le sourire était retrouvé avec un véhicule nettement plus incisif après un gros travail sur les suspensions, ce qui améliora la tenue de route et permis une meilleure exploitation du moteur. En course, à la suite de problèmes de pression d'essence, avec un coupe-circuit récalcitrant qui fit perdre une vingtaine de secondes, et des ennuis de pneumatiques liés à la forte chaleur, l'équipage Salamin/Taverna coupa la ligne d'arrivée en 22e position.

#### Deuxième partie: avec l'équipage Salamin/Cohen-Olivar
Encore un doublé Mercedes avec Schlesser/Baldi qui devancent Mass/Schumacher sur le circuit du Nürburgring, 6e épreuve de la saison. Changement de pilote, avec le retour au bercail de Max Cohen-Olivar aux côtés d'Antoine Salamin et nouveau sponsor titre avec Primagaz, pour les épreuves européennes restantes (Nürburgring et Donington), avant que Luigi Taverna s'embarque pour la fin de championnat. Une course sans histoire sur le tracé de l'Eiffel qui se clôt à la 20e place. 

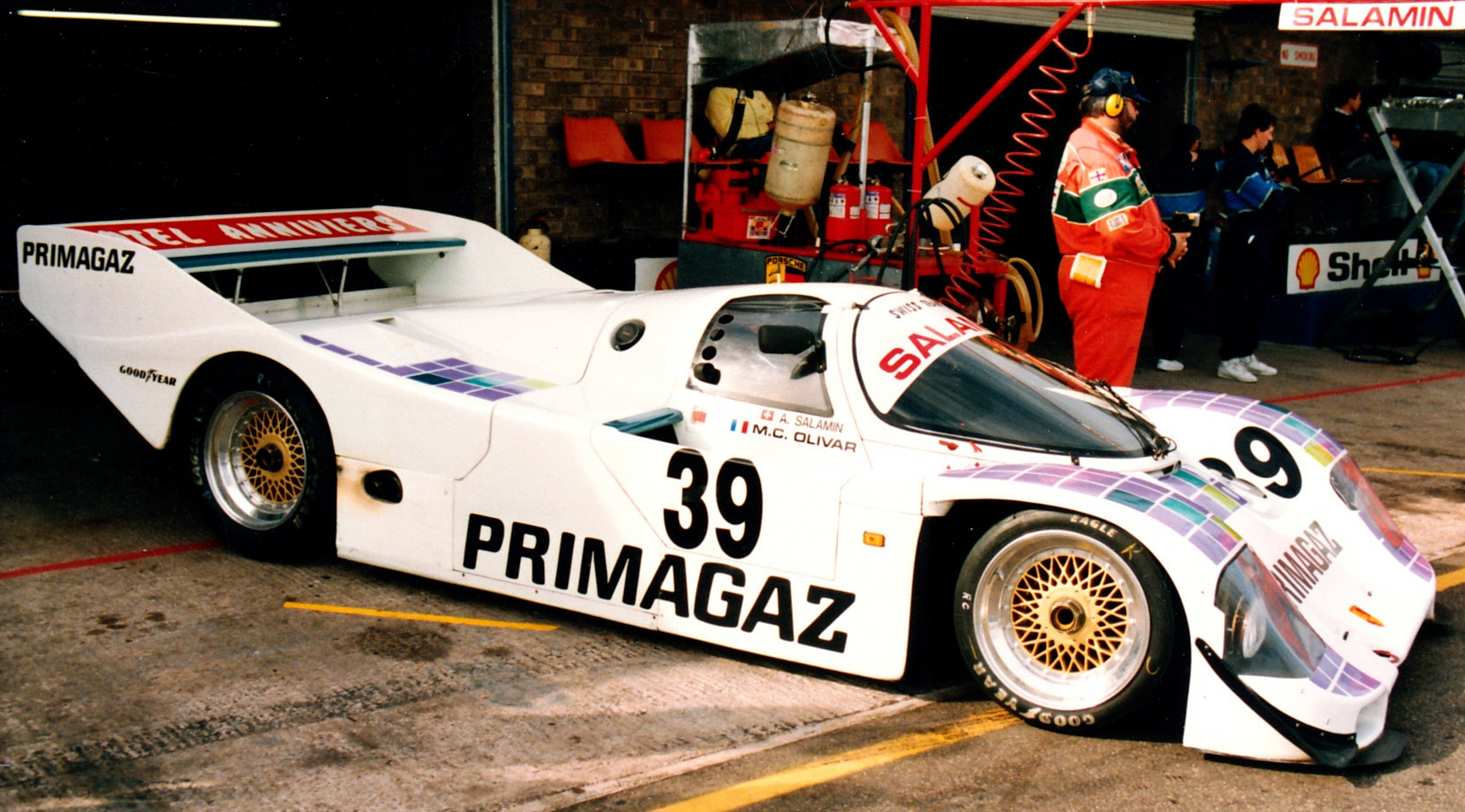
La Porsche 962 peut compter sur un nouveau sponsor pour la fin de saison : Primagaz (ici à Donington)

Deux jours avant l'épreuve de Donington (Schlesser/Baldi à nouveau victorieux), l'italien Taverna informait qu'il ne pourrait honorer ses engagements et renoncait aux deux dernières épreuves de la saison (Montréal et Mexico). Catastrophe pour l'équipe, avertie par un simple fax, qui comptait sur cet apport financier prévu dans le contrat. C'est finalement Cohen-Olivar qui assume la fin de saison avec le soutien de Primagaz, par son patron, Jacques Petitjean. Le budget étant serré, les pilotes évitaient tout kilomètre inutile en se contentant d'assurer leur qualification. Salamin, ne pensant pas l'avoir gêné, se retrouva en piste avec son ami Bob Wollek qui devait avoir terminé son tour de qualifs. Depuis une vieille histoire en Supercup qui avait fâché l'Alsacien, les deux pilotes sont devenus très complices. Pour les essais du samedi, c'est seulement un tour de contrôle qui a été effectué par la Porsche 962. Antoine Salamin s'installait au volant pour le départ. Vers la fin d'une course régulière, mais un peu fatigante, alors qu'il était en 14e position, le pilote Suisse connu une mésaventure qui aurait pu très mal se terminer : en abordant une courbe à gauche à fond de 5e, il perdit la roue avant gauche. En vieux routinier, il avait le juste réflexe de couper tout droit sur la deuxième courbe, bien aidé par les grands dégagements en gazon à cet endroit. Une grosse frayeur pour Salamin : "Là j'ai vu les étoiles, si j'essayais de tourner, je fonçais dans le mur". Après cet incident qui leur aura fait perdre cinq tours, l'équipage sera relégué à une toutefois honorable 19e position. À la veille des deux dernières épreuves, déçu par la tournure des règlements de la FIA (qui change d'avis à tous moments) pénalisant les petites équipes au détriment des grands constructeurs, le Swiss Team Salamin envisage de participer au championnat américain et de renoncer au championnat du monde pour la saison 1991. Porsche a même déconseillé à ses clients, par lettre, de courir dans le championnat 1991, qui impose aux véhicules suralimentés un poids minimum de 1000 kg (au lieu de 750 kg pour les atmosphériques), le maintien de la limite de consommation, ainsi que la non possibilité de figurer parmi les dix premières places de la grille de départ. 
Peugeot, dont c'était l'entrée en scène en endurance (avec son coupé deux places type 905 extrêmement élaboré), avec Keke Rosberg (sorti de sa retraite en F1 à l'âge de 41 ans) et Jean-Pierre Jabouille, offrait aux petites équipes la possibilité de faire soute commune pour le transport à Montréal, pour un prix défiant toute concurrence. Une aide bienvenue pour l'équipe Suisse qui s'adjoint les services (aux côtés de ses mécaniciens) d'aides canadiens. Aux essais libres seulement deux tours furent accomplis à la suite d'un problème de boîte, la 4e ne rentrant pas. Tout rentra dans l'ordre pour les essais chronométrés, la qualification étant établie sur cette seule séance, car le samedi c'est une pluie battante qui empêcha toute amélioration des temps. Après une première partie de course intéressante, où Salamin suivait la Cougar-Porsche de Thuner, Max Cohen-Olivar perdit un peu de terrain. C'est ce qui évita sans doute que la Porsche 962 soit impliquée dans l'accident qui mit fin prématurément à la course. En effet, après deux neutralisations, c'est une plaque d'égout qui occasionna des collisions en chaîne quand arriva la Cougar C24S de Denis Morin qui la heurta (la plaque était déjà sur la tranche !), suivie par la Porsche 962 de Jesús Pareja dont le pilote en perdait le contrôle (carter crevé à la suite du choc). Une embardée terrible après avoir heurté le mur et un embrasement immédiat. Harald Huysman touchait également la pièce en métal et venait s'échouer un peu plus loin. Il accouru en direction de la voiture en feu pour aider le malheureux Pareja, qui était déjà sorti de l'habitacle, et rentrait aux boxes à pied, hébété, le visage brûlé... Une certaine confusion régna, car sur le moment, personne n'était en mesure de savoir quels pilotes étaient impliqués, la caméra de télévision restant figée sur un plan large après l'accident. Walter Brun, qui a perdu deux véhicules dans cette affaire, réclamera trois millions de dollars de dommages et intérêts à l'organisation de la course. Encore un triomphe pour Schlesser/Baldi, juste devant la Nissan de Mark Blundell/Julian Bailey et la Porsche de Reuter/Andskar, Salamin/Cohen-Olivar 20es se tirèrent pas si mal de ce guêpier, même s'ils auraient pu prétendre à un meilleur classement lors de cette épreuve tronquée. En raison de la faible distance parcourue, seul la moitié des points est attribuée. 
Pour la conclusion du championnat, Antoine Salamin, qui appréhendait l'épreuve de Mexico (à la suite de son accident de l'an passé qui détruisit sa voiture), n'a pas pu prendre la revanche qu'il espérait: une course avec des conditions météo changeantes qui se solde par un abandon, boîte de vitesses cassée, alors qu'il roulait en 15e position. Une dernière course de la saison remportée par Jochen Mass et Michael Schumacher, après le déclassement de Jean-Louis Schlesser et Mauro Baldi, champions du monde sur leur Sauber Mercedes C11.

### 1991: Dernière année pour les turbos

#### Intersaison
Pour 1991, le règlement du Championnat du monde des Voitures de Sport pénalise les moteurs turbo et en particulier les Porsche, qui voient leur puissance moteur réduite (limitation de la consommation fixée à 51 L/100 km et débit des ravitaillements bridé à 60 L par minute), et leur poids augmenté (950 kg - et même 1 000 kg pour le Mans - contre 750 kg pour la catégorie C1), afin de laisser le champ libre pour les grands constructeurs et leurs nouveaux moteurs atmosphériques issus de la Formule 1.
Les catégories C1 (véhicules 3,5 litres atmosphériques de nouvelle génération, sans contrainte de consommation) et C2 (véhicules turbo, issus de l'ère des Sport-prototypes), bien que différenciées, font l'objet d'un classement unique. La durée des épreuves est réduite à 430 km, excepté pour le Mans et ses 24 heures qui ont réintégré le championnat. Contrairement à l'an passé, les points sont attribués aux dix premiers de chaque épreuve. Les dix premières places de la grille de départ sont réservées aux voitures de la catégorie C1, quelles que soient leurs performances aux essais.Il faudra également avoir parcouru au moins le 90 % de la distance du vainqueur de l'épreuve pour être classé, ce qui va rendre la tâche des équipes privées encore plus compliquée. 
Les budgets prennent l’ascenseur et la seule possibilité de survie des petites équipes est de décrocher un gros sponsor leur permettant de boucler la saison complète et d'y faire figure honorable.
Les équipes s’engageant pour le championnat ont l’obligation de participer à toutes les épreuves, sous peine de lourde amende ($ 250 000.--).
C’est dans ce contexte que l’équipe est officiellement inscrite pour 1991 sous les couleurs du Team Salamin Primagaz, du nom de son nouveau sponsor principal. La présentation a lieu à Lyon le vendredi 22 février 1991, en présence de Jacques Petitjean (Directeur des Relations Extérieures du groupe Primagaz) dont la firme a conclu un accord pour participer au Championnat du monde des voitures de sport à travers la Porsche du Suisse Antoine Salamin. Ce dernier fera équipe avec le Franco-Marocain Max Cohen-Olivar, pour un programme complet. Marcel Tarrès se joindra au duo pour l'épreuve des 24 heures du Mans où plusieurs Porsche 962 renforceront l'effectif de l'équipe,.
Le modèle de Porsche 962C est celui de l'an passé, mais doté d'un moteur 3,2 litres en lieu et place du 3,0 litres. Après une révision générale de la voiture à Weissach, l'équipe décide d'effectuer une séance de mise au point sur le circuit de Dijon avant le départ pour le Japon, théâtre de la première épreuve du championnat du monde. Quelques problèmes techniques mettront un terme prématuré à ce test qui occasionnera un nouveau détour chez Porsche pour régler ces difficultés.

#### Première partie: des points dès Suzuka
À Suzuka, Antoine Salamin est le seul Suisse au départ. L'équipe Valaisanne a fait appel à quelques artisans locaux, dont un certain Martin Raffauf, le frère du président de l'IMSA. La séance d'essais du vendredi matin sera perdue à cause d'une inversion au niveau des fils d'alimentation de la waste-gate du turbo gauche. Le mal étant réparé à seulement quinze minutes de la fin de la séance d'essais de l'après-midi, il restera cinq petits tours l'après-midi à Salamin et Cohen-Olivar pour apprendre le circuit, qu'ils découvrent, et se qualifier, en 15e position. La venue de la pluie samedi clouera la Porsche no 14 aux boxes pour le reste des essais, Goodyear n'ayant plus de pneus supplémentaires 17" pluie... En course, alors à la lutte pour la huitième place occupée par la Porsche 962GTI de Paolo Barilla, le pilote Suisse était contraint à un arrêt aux stands pour réparer une pince de frein grippée. Ces trois minutes de perdues enlevaient toute chance à l'équipage de revenir au contact de Barilla/Elgh. Malgré cet incident, l’équipage Salamin/Cohen-Olivar permet à son nouveau sponsor de figurer dans les classements du championnat du monde dès leur première course (9e avec 2 points). Peugeot écrit une nouvelle page de son histoire sportive en remportant sa première victoire dans ce nouveau championnat avec la 905 de Mauro Baldi et Philippe Alliot.
Dans le temple de la vitesse, à Monza, la Porsche Salamin Primagaz est maintenant chaussée par Goodyear aux standards 91. Ne daignant se risquer sur asphalte mouillée, la no 14 ne prendra la piste que le vendredi après-midi. Elle y restera pendant 30 tours, un record partagé avec la Sauber Mercedes C11 de Schlesser/Mass. L'image forte de cette épreuve (remportée par la Jaguar XJR-14 de Derek Warwick et Martin Brundle) sera celle de la Porsche 962 pilotée par Max Cohen-Olivar qui se payait une grosse frayeur. Au 16e tour, le véhicule, qui abordait à nouveau la Parabolique, s'écarta sensiblement de sa trajectoire habituelle. Incontrôlable, la Porsche effectua un rodéo à haute vitesse avant de heurter violemment les pneus de protection pour se retrouver sur le toit, enfouie dans le sable, toutes portes bloquées. Des flammes commençaient à sortir des échappements et plus rien ne se passait. Un instant, capté par les écrans tv, qui parut une éternité pour Max Cohen-Olivar qui raconte : "Dès la fin du choc, j'ai débouclé les ceintures, cherché à atteindre le coupe-circuit et attendu...La première minute s'est bien passée. Après je n'ai plus pensé qu'au feu". Le pilote montra la voie aux commissaires, complètement dépassés, en tentant de forcer la portière avec ses pieds. Le feu étant éteint, il dirigea même les opérations de retournement devant l'incapacité des commissaires qui voulaient éloigner le véhicule en le tirant sur le toit. Indemne mais choqué, Cohen-Olivar. Presque aussi révoltant, les deux tours qu'il fallu attendre pour que le pace-car entre en scène. La neutralisation dura quatorze tours.
Finalement moins touchée que ne laissaient présager les apparences, la 962 sera au départ de la prochaine course à Silverstone (sur un tracé modifié), après le remplacement d'une suspension, de la roue arrachée ainsi que de nombreuses heures de travail pour réparer la carrosserie. L'autre bonne nouvelle est la présence d'une deuxième voiture engagée sous les couleurs du Team Salamin Primagaz pour Jonathan Palmer et Eje Elgh, en rodage dans le but de participer aux 24 Heures du Mans. Cette Porsche 962 Schuppan flambant neuve à la carrosserie superbement modifiée (châssis carbone maison, moteur 3,2 litres Andial) ne sera prête que le vendredi à 12 heures, les pilotes se qualifiant en 15e position d'abord (Elgh), puis en 14e (Palmer) le samedi. Abandon en course pour la no 59 sur problème de moteur. La Porsche no 14, (munie de pneus arrière 18") se place au 17e rang sur la grille, en roulant prudemment sur un tracé pluvieux. Après une tentative en pneus slicks, Antoine Salamin déclarait : "Dans ces conditions c'est de la folie !". Dimanche, Salamin/Cohen-Olivar ont terminé l'épreuve, mais après un problème de bougies ou d'essence qui nécessita 45 minutes d'arrêt aux boxes, il n'était bien sûr plus possible d'espérer un classement dans le 90 % de la distance des vainqueurs, Teo Fabi et Derek Warwick. Ce dernier ne pouvant marquer les vingt points au championnat pilotes à la suite d'un changement de voiture entre les qualifications et la course, ce qui a été jugé contraire au règlement par la FISA, malgré l'appel de Jaguar.

#### Les 24 Heures du Mans
Les 24 heures du Mans marquent la fin d'une époque. À l'heure ou le circuit se modernise avec de nouveaux stands, le présent côtoie le passé. Peugeot avec ses engins presque futuristes, Jaguar et Mercedes n'ayant pas voulu mettre leurs œufs dans le même panier, avec des turbo et des atmos, Mazda avec un nouveau modèle à moteur rotatif et l'armada des vénérables Porsche 962 (en catégorie 2, pénalisées en cette occasion par un lest de 1 000 kilos, une consommation limitée à 2 550 litres pour 24 heures et un débit maximal de 1 litre par seconde aux ravitaillements, les dix premières places de la grille réservées aux véhicules de la catégorie 1) allaient s'affronter dans un combat inégal.

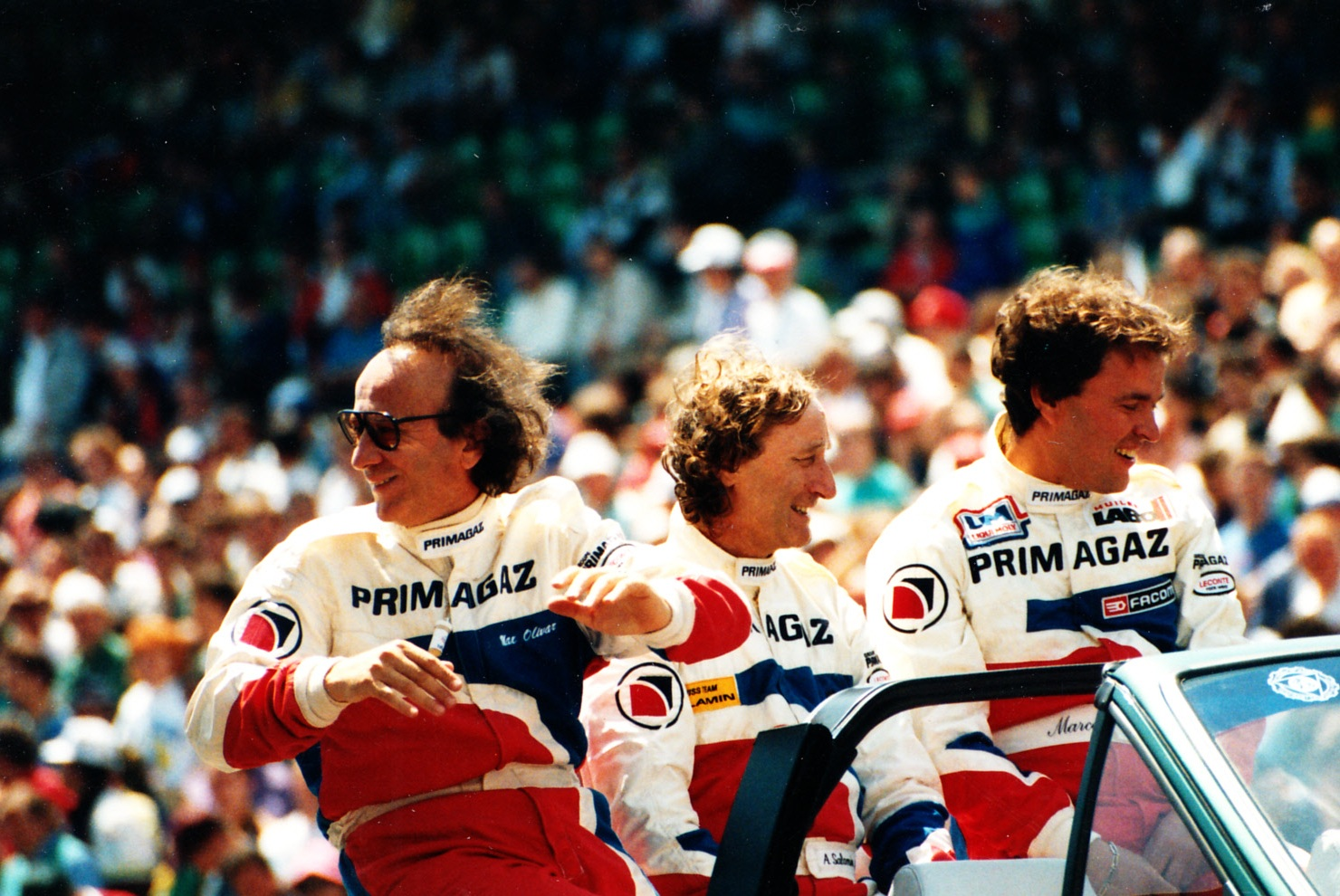
L'équipage de la Porsche No14 du Team Salamin Primagaz aux 24h du Mans 1991 (de gauche à droite : Max Cohen-Olivar, Antoine Salamin et Marcel Tarrès).

Parmi les 46 engagés, la présence en force du (Swiss) Team Salamin Primagaz est remarquée avec non moins de cinq équipages, tous sur Porsche 962:
- no 14 Antoine Salamin / Max Cohen-Olivar / Marcel Tarrès
- no 51 Jürgen Lässig / Otto Altenbach / Pierre Yver
- no 52 Eje Elgh / Roland Ratzenberger / Will Hoy
- no 53 Hurley Haywood / James Weaver / Wayne Taylor
- no 54 Katsunori Iketani / Mercedes Stermitz / Tim Lee-Davey et Val Musetti

La Porsche no 54, préparé par le Team Davey, prête trop tardivement, ne se qualifiera pas. En effet, celle-ci, avec l'équipement de l'écurie, avait été mise dans un container à l'issue des 480 kilomètres de Mexico la saison précédente et ce même container ne fut rouvert que pour les 24 Heures du Mans. La voiture n'ayant ainsi pu être présentée au contrôle technique en temps et en heure fût contrôlée dans les stands. Tim Lee-Davey ne put même en prendre le volant. À noter que mademoiselle Mercedes Stermitz, qui avait été élue Miss Autriche en 1983, devait s'aligner dans l'épreuve mancelle ainsi que l'acteur-cascadeur Valentino (Val) Musetti, qui était initialement prévu comme équipier.
La Porsche no 14 (36e sur la grille avec le 33e temps des qualifications) avait la particularité d'avoir été allégée d'une vingtaine de kilos grâce à une carrosserie retravaillée par le spécialiste allemand Franck Bombien. L'équipage habituel, constitué d'Antoine Salamin et de Max Cohen-Olivar était complété par la présence du Français Marcel Tarrès, champion des courses de côte européennes. Alors qu'elle occupait le 20e rang, la 962 abandonne durant la huitième heure (entre minuit et une heure du matin), victime de l'épidémie de surchauffe moteur qui décima les Porsche.
La Porsche no 51 (31e sur la grille avec le 24e temps des qualifications) composée de l'équipage Jürgen Lässig, Pierre Yver et Otto Altenbach (ce dernier remplaçant Opperman dès le jeudi à la suite d'ennuis de santé) abandonne à la seizième heure, sur sortie de route (bris de suspension) alors qu'elle était en 12e position.
La Porsche no 52 (37e sur la grille avec le 34e temps des qualifications), préparée chez l'Australien Vern Schuppan (vainqueur au Mans en 1983), avec comme pilotes Eje Elgh, l'Autrichien Roland Ratzenberger et Will Hoy, abandonne à la quatorzième heure (joint de culasse) alors qu'elle figurait en 16e position. 
La Porsche no 53 (33e sur la grille avec le 28e temps des qualifications), également préparée chez Schuppan, est pilotée par l'Américain Hurley Haywood (vainqueur au Mans en 1977, 1983 et 1994), James Weaver et Wayne Taylor. Vern Schuppan prit le volant du véhicule lors des essais du mercredi seulement. Bien qu'à l'arrivée en quatorzième position, elle sera officiellement non classée pour distance parcourue insuffisante à la suite d'une succession d'ennuis mécaniques.
Malgré le nombre, aucun des équipages ne figure classé à l’arrivée. Tous les pronostics sont déjoués avec l'inattendue victoire de la Mazda 787B de Volker Weidler, Johnny Herbert et Bertrand Gachot,.

#### Deuxième partie: la fin d'une ère

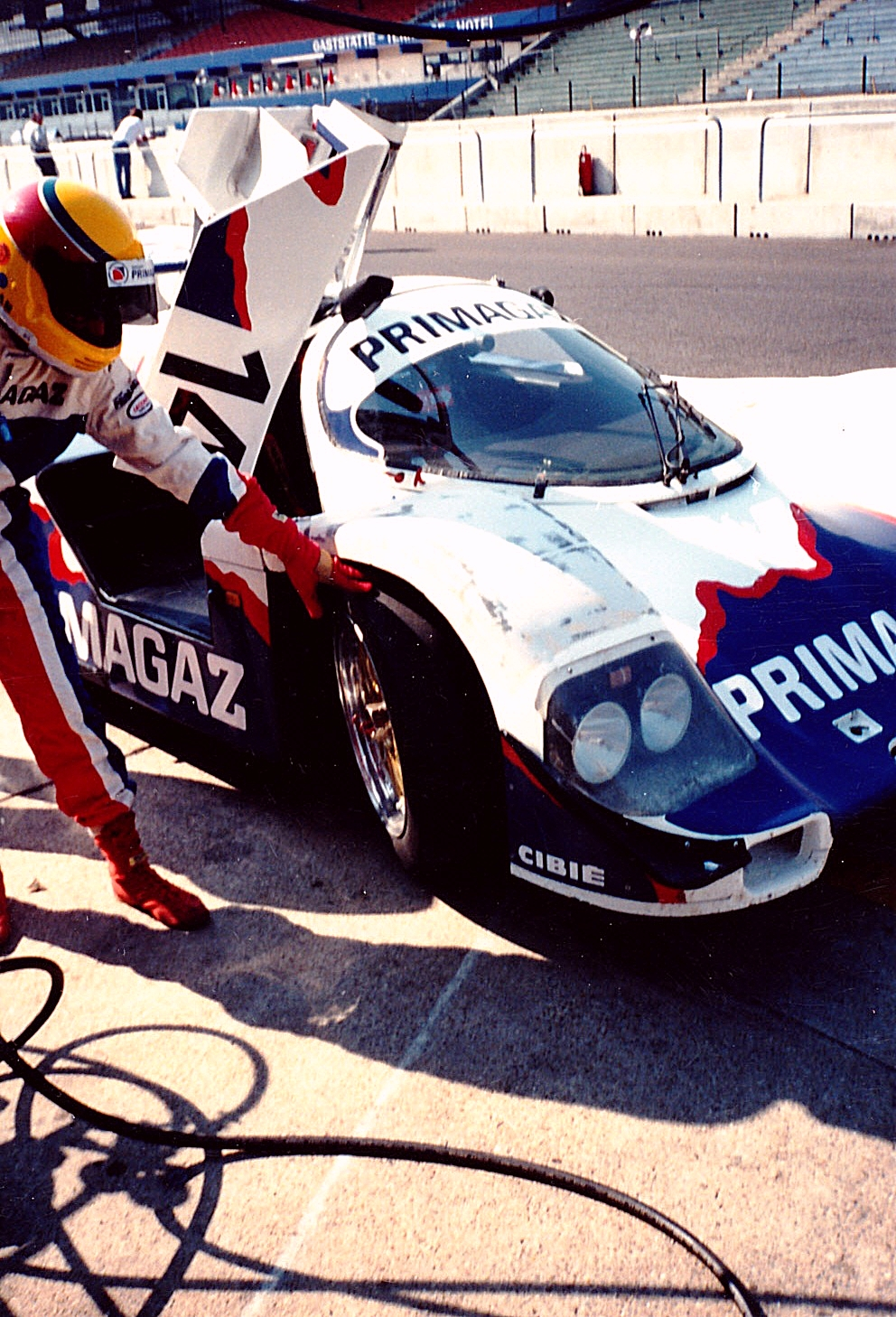
Max Cohen-Olivar constate les dégâts après une sortie de piste lors d'un test à Hockenheim en 1991

Retour au format d'épreuve de 430 km pour la course du Nürburgring disputée au mois d'août. Jürgen Oppermann/Otto Altenbach, partis dixièmes sur la grille terminent au 4e rang final pour le compte du Team Salamin Primagaz en engrangeant de précieux points. Antoine Salamin, dix-huitième sur la grille (derrière l'autre Suisse de l'épreuve, Walter Brun qualifié quinzième), secondé par Pierre Yver, effectua une course courageuse qui les mena au 10e rang, malheureusement non classés pour distance parcourue insuffisante selon le réglement. Victoire pour Derek Warwick/David Brabham sur Jaguar, le pilote britannique effectuant sa première course depuis le décès en course de son frère Paul survenu deux semaines auparavant. 
Après les annulations de Jerez, du Castellet et de Montréal, le championnat failli connaître une fin désastreuse avant que Magny-Cours ne vienne à la rescousse. Doublé Peugeot avec dans l'ordre Dalmas/Rosberg précédant Alliot/Baldi. Altenbach/Lässig se classent 10e pour le Team Salamin Primagaz. Michael Schumacher qui a débuté en F1 à Spa, dispute les deux championnats en parallèle,.
Troisième victoire de la saison pour Peugeot avec Keke Rosberg / Yannick Dalmas à Mexico, devant l'autre Peugeot de Mauro Baldi / Philippe Alliot. Les Porsche Salamin Joest se classent 3e avec Bernd Schneider / John Winter et 5e avec Derek Bell / Gianpierro Moretti. L'altitude a permis aux Porsche 962 de conclure en beauté cette 7e manche du championnat ponctuée par des averses.
C'est dans un curieux décor, au bout de trente kilomètres d'une étroite route tortueuse (et à 55 km de la ville la plus proche) que se dresse le circuit ultramoderne d'Autopolis, accroché au flanc d'un ancien volcan. Ce lieu fut le théatre de la dernière course de la saison qui voit enfin la victoire d'une Sauber Mercedes, celle des jeunes espoirs Michael Schumacher et Karl Wendlinger. Jaguar étant déjà titré depuis trois semaines, c'est Teo Fabi,3e de l'épreuve, qui décroche la couronne de champion du monde des pilotes. Ratzenberger et Elgh, partis 15e, abandonnent sur casse de moteur.
Le Team Salamin Primagaz se classe au 8e rang final du championnat du monde des équipes avec 25 points.

### Des activités diverses

#### 1992: La disparition du championnat
Fin 1991, la FISA multiplie les consultations et réunions. Lors de la séance d'Heathrow du 11 novembre 1991, Max Mosley, le nouveau président de la FISA, envisage, parmi les options, la suppression pure et simple du championnat du monde des voitures de sport. Alors que Toyota a fait son entrée remarquée à Autopolis avec une belle sixième place et que l'on parle d'un possible retour de BRM, Sauber est dans l'expectative et Jaguar est à vendre...Seul Peugeot espère... La mort du championnat est annoncée alors que Mercedes confirme son retrait par voie de presse le 27 novembre 1991 et que Jaguar renonce à son tour.
Porsche ne produisant pas de nouveau modèle, ses 962 se retrouvent, de fait, évincées par le nouveau championnat, mettant les équipes privées hors course. Cette situation provoque la mise en veille des activités du Swiss Team Salamin.
Finalement, c'est le 20 janvier 1992 que la FIA confirme la tenue du championnat avec 13 participants potentiels.
Le championnat 1992 se déroule sur 6 manches, dont la dernière à Magny-Cours, avec seulement 8 voitures au départ.
Le 8 octobre 1992, faute de concurrents, le conseil mondial de la FIA supprime le championnat du monde des voitures de sport.
Dans les années 1995-1997, le Swiss Team Salamin s’occupe de la préparation de plusieurs Ferrari pour la participation au challenge européen du même nom, avec un certain succès.

#### 1998: Dernière sortie officielle

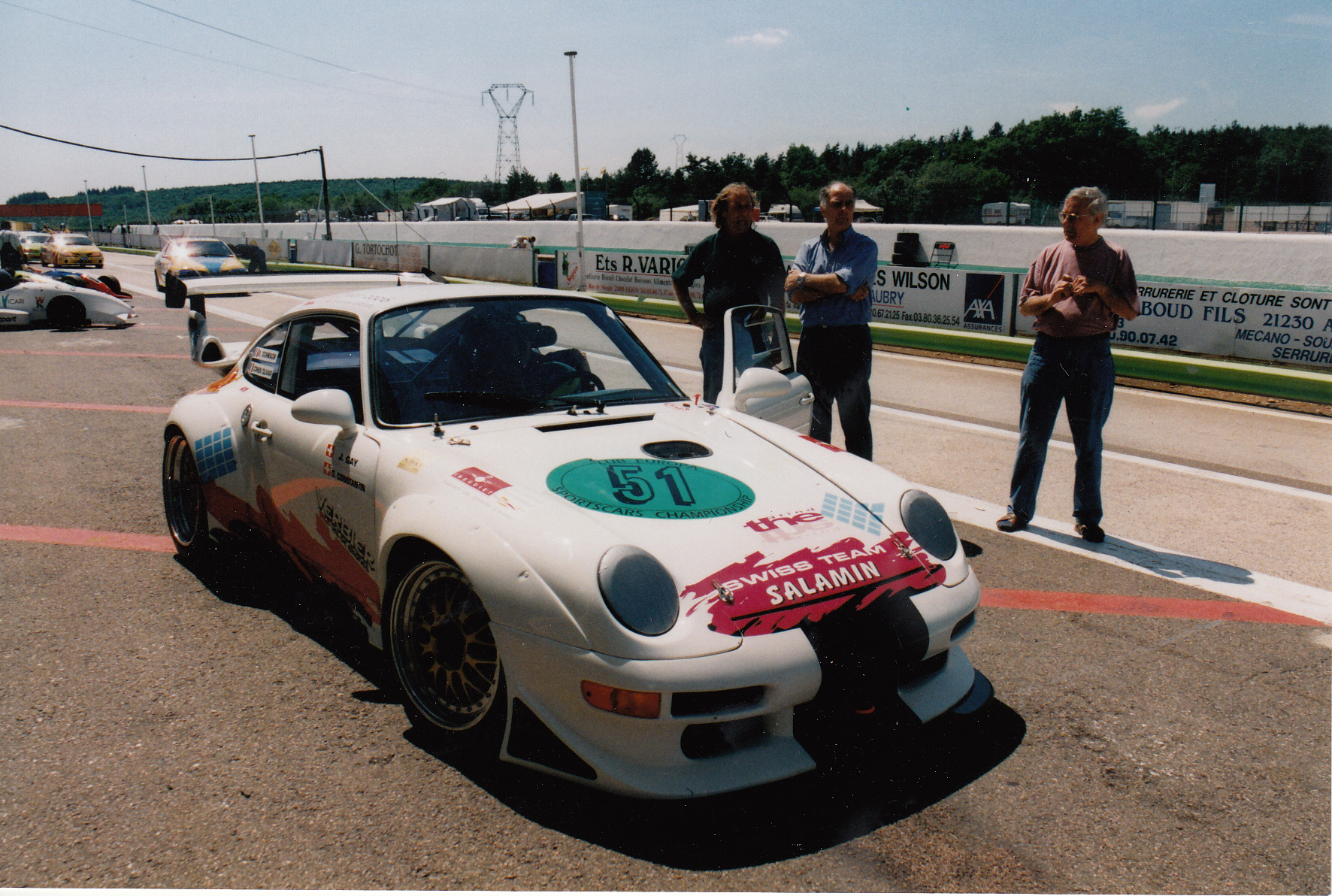
La Porsche GT2 du Swiss Team Salamin à Dijon en 1998 (Club Europa)

En 1998, c’est avec une Porsche 911 GT2 que l’équipe s’inscrit dans le championnat du monde FIA GT. En guise de galop d'essai en Club Europa, la manche de Dijon se conclut de manière satisfaisante, avec la cinquième place de l'Alsacien Bernard Schwach. À Hockenheim, le Swiss Team Salamin fait ses débuts en FIA GT en même temps que le Paul Belmondo Racing. Hélas pour ses pilotes, Max Cohen-Olivar (qui n'avait plus couru depuis le Mans 1992) et Bernard Schwach, la Porsche 911 GT2 blanche explosera un de ses turbos le samedi, mettant un terme définitif à l'aventure.
Dernière sortie officielle pour la Porsche 962C d'Antoine Salamin lors de la course internationale des 3 heures d’Hockenheim qui a lieu le 4 octobre 1998. Cette course verra la domination de la Porsche du Swiss Team (pole position, victoire et record du tour pour Salamin) face à une concurrence relevée, constituée notamment de deux autres Porsche 962 (1 ex-Kremer Yokohama, 1 ex-Brun Hydro Aluminium), ainsi que de diverses GT2 (Chevrolet Callaway et Porsche également). Au total 32 voitures allaient en découdre sur le grand tracé historique de l'Hockenheimring (6,8 km) qui sera définitivement abandonné en 2002 pour un circuit profondément remanié (4,5 km). L'épreuve sera interrompue au drapeau rouge après 2 h 20 à la suite de l'accident spectaculaire d'une Porsche GT2, complètement détruite après plusieurs tonneaux. Le pilote s'en tire avec quelques blessures légères,.

#### De nos jours…
Après avoir participé à diverses manifestations et expositions, les véhicules du Swissteam Salamin et de son pilote poursuivent leurs carrières en catégories historiques et certains ont notamment été vus lors de ventes aux enchères.

## Palmarès

### Résultats en championnat du monde des voitures de sport
| Saison | Écurie                | Châssis      | Moteur                     | Principaux pilotes                                | Épreuves disputées | Points inscrits | Classement |
| ------ | --------------------- | ------------ | -------------------------- | ------------------------------------------------- | ------------------ | --------------- | ---------- |
| 1988   | Swiss Team Salamin    | Porsche 962C | Porsche 2,8 L turbo Flat-6 | Antoine Salamin Giovanni Lavaggi Max Cohen-Olivar | 9                  | 38              | 7e         |
| 1989   | Swiss Team Salamin    | Porsche 962C | Porsche 3,0 L turbo Flat-6 | Antoine Salamin Max Cohen-Olivar Giovanni Lavaggi | 6                  | 0               | non-classé |
| 1990   | Swiss Team Salamin    | Porsche 962C | Porsche 3,2 L turbo Flat-6 | Antoine Salamin Luigi Taverna Max Cohen-Olivar    | 8                  | 0               | non-classé |
| 1991   | Team Salamin Primagaz | Porsche 962C | Porsche 3,2 L turbo Flat-6 | Antoine Salamin Max Cohen-Olivar                  | 8                  | 25              | 8e         |

### Résultats en coupe d'europe Intersérie
| Saison | Écurie             | Châssis      | Moteur                     | Pilote          | Podiums | Points inscrits | Classement |
| ------ | ------------------ | ------------ | -------------------------- | --------------- | ------- | --------------- | ---------- |
| 1987   | Swiss Team Salamin | Porsche 962C | Porsche 2,8 L turbo Flat-6 | Antoine Salamin | 0       | 11              | 12e        |
| 1988   | Swiss Team Salamin | Porsche 962C | Porsche 2,8 L turbo Flat-6 | Antoine Salamin | 3       | 42              | 4e         |
| 1989   | Swiss Team Salamin | Porsche 962C | Porsche 3,0 L turbo Flat-6 | Antoine Salamin | 1       | 17              | 7e         |

### Résultats en Supercup
| Saison | Écurie             | Châssis      | Moteur                     | Pilote          | Podiums | Points inscrits | Classement |
| ------ | ------------------ | ------------ | -------------------------- | --------------- | ------- | --------------- | ---------- |
| 1988   | Swiss Team Salamin | Porsche 962C | Porsche 2,8 L turbo Flat-6 | Antoine Salamin | 0       | 11              | 6e         |
| 1989   | Swiss Team Salamin | Porsche 962C | Porsche 3,0 L turbo Flat-6 | Antoine Salamin | 0       | 12              | 6e         |

### Autres épreuves internationales
| Date             | Écurie             | Châssis      | Moteur                     | Pilote          | Epreuve               | Essais | Classement |
| ---------------- | ------------------ | ------------ | -------------------------- | --------------- | --------------------- | ------ | ---------- |
| 28 novembre 1987 | Swiss Team Salamin | Porsche 962C | Porsche 2,8 L turbo Flat-6 | Antoine Salamin | Int. Kyalami 500      | 13     | 6e         |
| 26 novembre 1988 | Swiss Team Salamin | Porsche 962C | Porsche 2,8 L turbo Flat-6 | Antoine Salamin | Int. Kyalami 500      | 8      | 11e        |
| 3 octobre 1998   | Swiss Team Salamin | Porsche 962C | Porsche 3,2 L turbo Flat-6 | Antoine Salamin | Int. Hockenheim 3 Std | 1      | 1er        |

## Pilotes Swiss Team Salamin en championnat du monde
- Antoine Salamin (1987-1998)
- Max Cohen-Olivar (1988-1991)
- Giovanni Lavaggi (1988-1989)
- Enzo Calderari (1988)
- Dudley Wood (1988)
- Luigi Taverna (1988)
- Helmut Mundas (1988)
- Jean-Denis Delétraz (1988)
- Kazuo Mogi (1989)
- Kenji Takahashi (1989)
- Walter Lechner (1989)
- Ernst Franzmaier (1989)
- Hakihiko Nakaya (1990)
- Volker Weidler (1990)
- Jonathan Palmer (1991)
- Eje Elgh (1991)
- James Weaver (1991)
- Hurley Haywood (1991)
- Wayne Taylor (1991)
- Vern Schuppan (1991)
- Jürgen Lässig (1991)
- Otto Altenbach (1991)
- Pierre Yver (1991)
- Roland Ratzenberger (1991)
- Will Hoy (1991)
- Marcel Tarrès (1991)
- Katsunori Iketani (1991)
- Mercedes Stermitz (1991)
- Valentino Musetti (1991)
- Tim Lee-Davey (1991)
- Jürgen Oppermann (1991)
- Bernd Schneider (1991)
- John Winter (1991)
- Derek Bell (1991)
- Gianpiero Moretti (1991)